# Жінки в Біблії

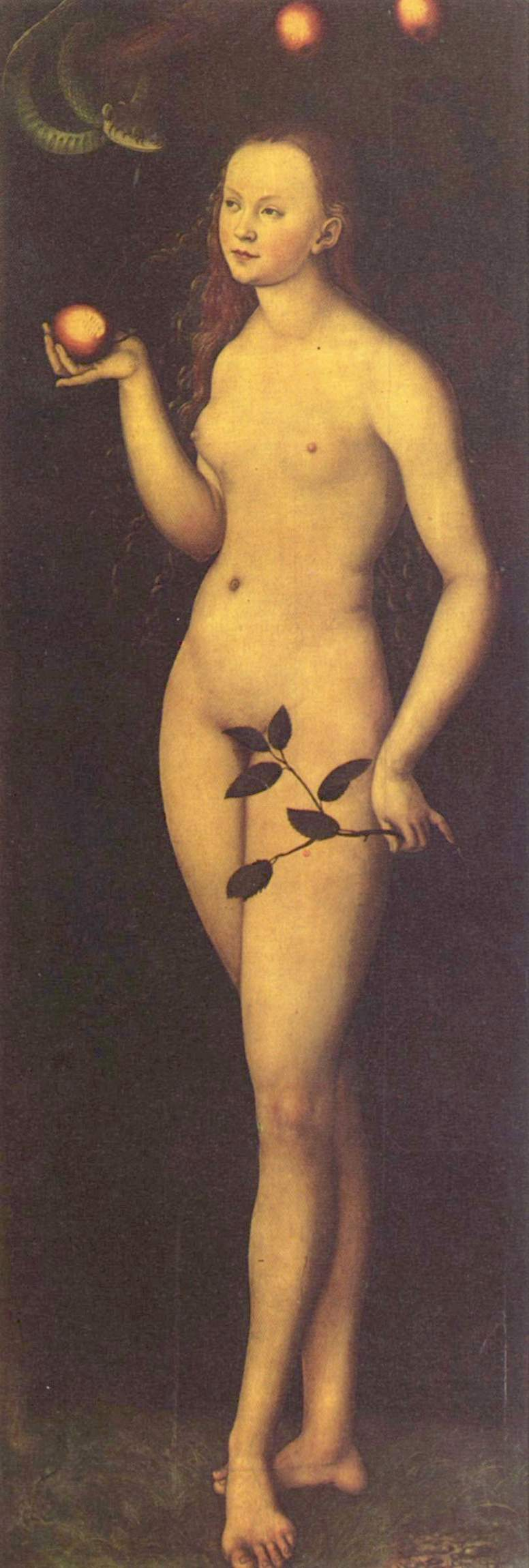
Єва Лукас Кранах Старший (1528)

Жінки в Біблії рідко згадуються на ім'я. Жінки, імена яких згадується, становлять лише 5,5 — 8 % всіх названих персонажів. Це говорить про те, що жінки не були на першому плані у суспільно-політичному житті. Ті жінки, імена яких згадуються, не є звичайними. Вони зазвичай зустрічаються в біблійному тексті, як видатні.
Біблія містить розповіді про жінок як переможниць та жертв. Суддя Ізраїлю Девори (пророчиця, яка надихнула ізраїльтян до боротьби та взяла особисту участь у війні) та пророчиця Хульда презентують впливових у ізраїльському суспільстві жінок. Авігайла та Есфір, Яїл, яка вбила ворожого командира у сні — приклади жінок, які проявляли силу духу та відвагу. Цариці, пророчиці, судді та героїні згадуються поіменно, тоді як інші жінки багато в чому, хоча і не повністю, стерті. Прикладами останніх є історії рабині Агар та Рахав.
Усі суспільства стародавнього Близького Сходу були патріархальними. Шлюбні закони в Біблії також відображають патріархальний устрій суспільства, зокрема у законах спадкування. Суворі закони карають перелюб побиттям камінням. Жінка в стародавні часи завжди перебувала під захистом чоловіка і підпадала під суворі закони чистоти, як ритуальні, так і моральні.
Новий Завіт говорить про кількох жінок у внутрішньому колі Ісуса, і вчені розглядають його поводження з жінками як поважливе. Новий Завіт згадує жінок на керівних посадах і в ранній церкві. У сучасній церкві існують суперечки стосовно ролі жінок у релігійній ієрархії. Наприклад, апостол Павло називає Юнію «видатною серед апостолів», й існують розбіжності, чи була Юнія апостолкою, роль Марії Магдалини також є спірною.

## Жінки, секс та закон у навколишніх культурах
Практично все суспільство Близького Сходу бронзи (3000—1200 рр. до н. е.) та осьового віку (800—300 рр. до н. е.) були патріархальними, а патріархат був сформованим у більшості до 3000 р. до н. е. :xxxii У Східних народів, таких як аккадці, хетти, ассирійці та перси, жінки займали низьке та підпорядковане становище. Винятків дуже мало. У третьому тисячолітті до нашої ери у шумерів соціальне та політичне становище жінкок було майже рівне становищу чоловіків, але до другого тисячоліття права та статус жінок були зменшені. :42 :4–5 На Заході статус єгиптянок був високим, і їхні законні права наближалися до рівності з чоловіками протягом останніх трьох тисячоліть до нашої ери :5–6 Кілька жінок займали посаду фараонів. :7 Однак історикиня Сара Померой пояснює, що навіть у тих давніх патріархальних суспільствах, де жінка могла ставати царицею, її становище не змінювало загальної ролі жінок у суспільстві. :x
Дослідниця класики Бонні Маклаклан пише, що Греція та Рим були патріархальними культурами. :vi
Ролі, які жінки повинні були виконувати у всіх цих стародавніх суспільствах, були переважно домашніми, за кількома винятками, такими як Спарта, яка годувала жінок рівноправно з чоловіками і навчала їх боротися, вважаючи, що жінки таким чином народять сильніших дітей. Переважно погляди Стародавньої та Класичної Греції були патріархальними; однак, також існує мізогінінний штамп, присутній у грецькій літературі від її початку. :15 Поляризований погляд на жінок дозволив деяким класичним авторам, наприклад, Фалесу, Сократу, Платону, Арістотелю, Арістофану та Філону, писати про жінок як про «вдвічі гірших за чоловіків», «згубну расу», «яким ніколи не можна довіряти на будь-який рахунок», і як суттєво неповноцінну расу істот, окрему від раси людей. :18 :15–20 :41,42 У Стародавній Греції була приказка, яку в різні часи приписували Фалесу, Сократу і Платону, в якій чоловік дякував богам, що він не є нецивілізованим, невільником чи жінкою. :18 Життя жінок покращилося після Олександра, :xi проте ідеологія залишилася. Рим сильно впливав на грецьку думку. :248 Сара Померой каже, що «ніколи римське суспільство не заохочувало жінок займатися тією ж діяльністю, що і чоловіки одного соціального класу». :xv У «Світі Одіссея» класик-дослідник Мойсей Фінлі каже про факт, що: «Гомер повністю розкриває те, що залишилося правдою для всієї античності: про те, що жінки природно вважалися неповноцінними…» :16.
Однак, за Померой, жінки також відігравали важливу роль у класичній грецькій та римській релігії, запереченій їм в інших місцях. Жриці, відповідальні за офіційні культи, такі як Афіна Полія в стародавніх Афінах, оплачувалися добре, розглядалися як моделі для наслідування і мали значну соціальну та політичну владу. У важливих Елевсінських таємницях Стародавньої Греції чоловіки, жінки, діти і раби були прийняті і введені в її таємниці на основі повної рівності. Ці обряди християнський римський імператор Феодосій I ліквідував у 392 році. У Римі жриці державних культів могли займати статусні і владні посади. Серед найважливіших були весталки — жриці, які давали обітницю 30-річної цноти, підтримували священний вогонь у храмі Вести, проводили релігійні та державні ритуали, урочисті виступи на публічних заходах і могли накопичувати чималі статки. Хоча роль жінки у творах та висловлюваннях чоловіків-філософів та лідерів полягала у житті поза публікою та фокусі на керуванні домашнім господарством та вихованням дітей, на практиці деякі жінки і в Стародавній Греції, і Римі змогли досягти значного впливу за межами суто внутрішньої сфери. Грецький історик Плутарх (бл. 46 р. н. е. — 120 р. н. е.) каже про жінку, яка відповідала за управління містом-державою Фригія і робила це, за його словами, «чудово». У Римі жінки змогли успадковувати і ставати надзвичайно заможними. Археологічні розкопки в Помпеях показали приклад Юлії, жриці в культі Ісіди, яка була впливовою і могутньою членкинею громади, сама володіла і керувала кіолькома підприємствами та керувала власним майном.
Закони в патріархальних суспільствах регулювали три види сексуальних злочинів з участю жінок: зґвалтування, блуд (який включав перелюб та проституцію) та інцест. Значне застосування тілесних покарань, смертної кари, тілесних каліцтв, покарань «за око» за таліонними покараннями та жорстоких покарань (дітей замість їхніх батьків) були стандартними для Месопотамського закону. :72 Ур-Намму, який заснував шумерську третю династію Ур на півдні Месопотамії, був спонсором найдавнішіх збережених законів, що існують приблизно з 2200 року до н. е. :10,40 Більшість таких законів датується другим тисячоліттям до нашої ери, включаючи знамениті вавилонські закони Хаммурапі, які сягають приблизно 1750 р. до н. е. :53
У всіх цих законах зґвалтування карається по-різному залежно від того, чи відбувається воно в місті, чи полі, як у (5 М. 22:23-27). :12 Кодекс Хетті також засуджує жінку, зґвалтовану у її будинку, припускаючи, що чоловік не міг увійти без її дозволу. :198,199 У кодексі Хаммурапі та в ассирійському кодексі й перелюбну жінку, і її партнера слід пов'язати та втопити, але прощення може дати відшкодування. У біблійному законі (3 М. 20:10; 5 М. 22:22) прощення не є варіантом: ті, хто вчинив перелюб, повинні померти (5 М. 22:21,24). За законами Хаммурапі жінка може подати заяву на розлучення, але повинна довести свою моральну гідність або бути утопленою. Якщо чоловік звинуватить дружину, що вона не була цнотливою, коли вони одружилися, вона буде забита камінням до смерті. :94,104
Поки кодекси не були затвердженні Біблією, більшість кодексів закону дозволяла займатися проституцією. Вчені-класикині Аллісон Глазбрук та Мадлен М. Генрі вважають, що відношення до проституції «сформоване в основі суспільного ставлення до статі та до соціальних структур сексуальності». :3 Багато жінок у різних античних культурах були у проституції, в тому числі неповнолітні  :413 За словами історика Геродота V століття, до н. е., культова проституція вавилонян була «ганебним звичаєм», що вимагав від кожної жінки країни їхати до району Венери і вступити у сексуальний зв'язок з незнайомцем. :211 Ритуали ініціації дівчат девадасі включали церемонію відродження, яка давала священикам право бути з кожною дівчиною у храмі. У Греції рабині виконували також роль повій :3 Біблійний закон — єдиний із цих законів, який засуджує проституцію. :399–418

## Єврейська Біблія (Старий Завіт)

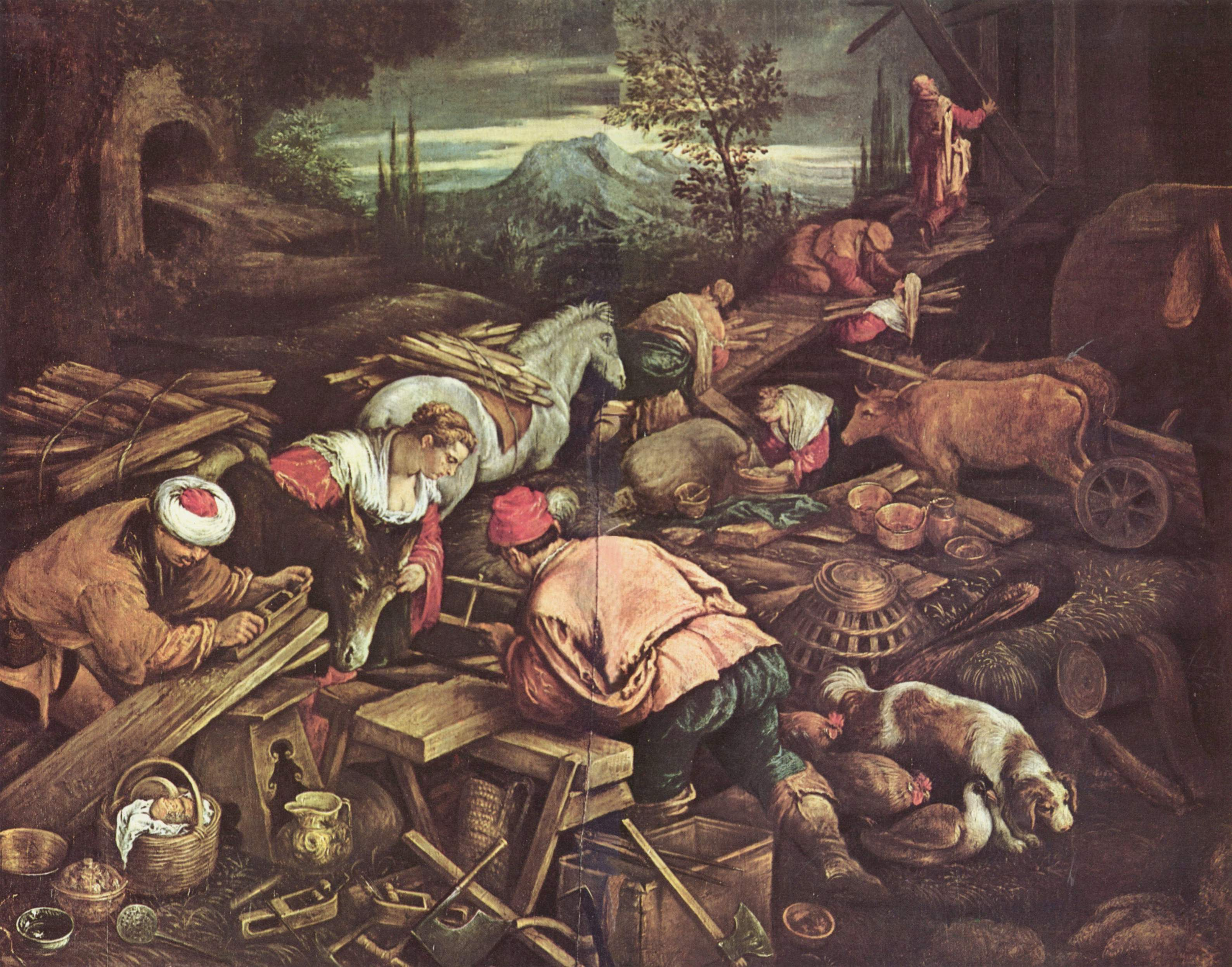
У будівництві Ноєвого ковчега вісім людей у ковчезі, включаючи чотирьох дружин, яких усі не називають у Книзі Буття. Якопо Бассано, 16 століття

Найдавніші з 24 книг тексти єврейської Біблії відображають пізню бронзову епоху близькосхідної цивілізації, тоді як її останній текст, який вважають більшість науковців Книгою Даниїла, походить з елліністичного світу другого століття до н. :17
Порівняно з кількістю чоловіків, у Біблії поіменно згадується мало жінок. Точна кількість іменованих та безіменних жінок у Біблії дещо невизначена через низку труднощів, пов'язаних із підрахунком загальної кількості. Наприклад, Біблія іноді використовує різні імена для однієї жінки, імена на різних мовах можуть бути перекладені по-різному, а деякі імена можуть використовуватися як для чоловіків, так і для жінок. Професорка Карла Бомбах каже, що в одному дослідженні було загалом 3000-3100 імен, 2900 з яких — чоловіки, а 170 — жінки. Однак можливість дублювання призвела до перерахунку загалом 1700 різних особистих імен у Біблії, лише 137 з яких — жінки. В іншому дослідженні лише єврейської Біблії було загалом 1426 імен, 1315 — чоловіки та 111 — жінки. 70 % названих і безіменних жінок у Біблії походять з єврейської Біблії. :33,34 «Незважаючи на розбіжності між цими різними підрахунками,… [залишається правдою, що] імена жінок складають від 5,5 до 8 % від загальної кількості [імен у Біблії], що є надзвичайним відображенням андроцентричного характеру Біблії». :34 Дослідження жінок, у яких записані розмовні слова, виявило 93, з яких 49 жінок названі.
Звичайна,  повсякденна єврейська жінка «значною мірою не помічена» на сторінках Біблії, а жінки, яких бачать, — незвичайні, такі що піднялися на чільне місце. :5 Ці видатні жінки включають Матриархів Сару, Ревекку, Рахиль і Лію, пророчицю Міріам, суддю Девору , пророчицю Хульду, Авігайлу, Рахав і Есфір. Поширене явище в Біблії — це ключова роль, яку жінки відіграють у підриві техногенних силових структур.  Такий результат є частіше більш справедливим, ніж той, що мав би місце за звичайних обставин. :68 Професор юридичного факультету Джеффрі Міллер пояснює, що ці жінки не зустрічалися з опозицією, а були шановані за роль, яку мали. :127

### Єврейські погляди Біблії на стать
Серед широкого кола вчених існує велика згода, що єврейська Біблія є переважно патріархальним документом з патріархальної доби. Дослідник Нового Завіту Бен Уїтрінгтон ІІІ стверджує, що вона «обмежувала жіночі ролі та функції дому і суворо обмежувала: (1) їх права на спадщину, (2) вибір відносин, (3) їх здатність отримувати релігійну освіту або повністю брати участь у синагозі та (4) їхню свободу пересування». Вчена-текстологиня Філіс Трібле каже, що «значні докази зображають Біблію як документ чоловічого верховенства». Богослов Еріл Девіс пише: «З вступних розділів книги Буття, де жінка створена, щоб служити помічницею чоловіка» (1 М. 2:20-24) до висловів Павла про подання дружин чоловікам і мовчання жінок у спільних богослужіннях (1 Кор. 14:34; Кол. 3:18), основний акцент Біблії робиться на статусі підлеглих жінок. Девіс каже, що патріархальний етос відображений у текстах, починаючи від юридичних текстів до оповідань, і від пророчих висловлювань до літератури мудрості. :1
Інші науковці, такі як єврейська біблієзнавиця Тіква Фрімер-Кенська, стверджують, що в єврейській Біблії є свідчення «гендерної сліпоти». :166–167 Фрімер-Кенська зазначає, що роль жінок, як правило, підпорядкована чоловікам, а Єврейська Біблія не зображує Ізраїль менш патріархальним, ніж культури, які його оточували, однак, на відміну від іншої стародавньої літератури, Біблія не пояснює і не виправдовує підпорядкування, зображаючи жінок, які заслуговують меншого, через їх «природно злі» натури. Біблійне зображення культури ранньої епохи бронзи через осьову епоху зображує «сутність» жінок (тобто метафізичний погляд Біблії на буття і природу) чоловіків і жінок як «створених за образом Бога», і ні одна по суті не поступається іншій за своєю суттю. :41,42 Дискусії про природу жінок помітно відсутні в єврейській Біблії. Біблійні розповіді не показують, що жінки мають різні цілі, бажання чи стратегії, або мають методи, що відрізняються від методів, якими користуються чоловіки, які не мають повноважень. :xv Вчений з питань юдаїзму Девід Р. Блюменталь пояснює, що ці стратегії використовували «неформальну владу», яка відрізнялася від стратегії чоловіків. :41,42 У єврейській Біблії немає жодних рис особистості, описаних як унікальні для жінок. :166–167 Більшість богословів погоджуються, що єврейська Біблія не зображує раба, бідного чи жінки, як різних метафізично, як це робили інші суспільства тих же епох. :18 :15–20 :41,42 :166–167
Богослови Евелін Штагг та Френк Штагг заявляють, що Десять заповідей Виходу 20 містять аспекти як пріоритету чоловіків, так і гендерного балансу. :21 У десятій заповіді проти бажання дружина зображена в прикладах, яких не потрібно бажати: раб чи рабиня, віл чи віслюк, або «все, що належить вашому ближньому». З іншого боку, п'ята заповідь про вшанування батьків не робить жодної різниці у честі, яку слід проявляти між батьком та матір'ю. :11,12
Єврейська Біблія часто зображує жінок як переможниць, лідерок та героїнь з якостями, які Ізраїль повинен наслідувати. Такі жінки, як Агар, Тамар, Міріам, Рахав, Девора, Есфір та Яїл, — серед багатьох жінок-рятівниць Ізраїлю. Тиква Фрімер-Кенська каже, що «історії переможниць слідують парадигмі центральної священної історії Ізраїлю: низькі підняті, маргінали приходять до центру, бідний хлопчик робить добро». :333–337 Вона продовжує говорити, що ці жінки перемогли ворога «своєю дотепністю та сміливістю, були символічними уявленнями свого народу та вказали на порятунок Ізраїлю». :333–337 :166–167 Наприклад, у Книзі Чисел 31 ізраїльтяни вбивають народ мідіян, за винятком 32 000 цнотливих жінок, яких тримають як здобич війни. Фрімер-Кенська каже, що автор Біблії використовує вразливих жінок символічно "як образ Ізраїлю, який також є маленьким і вразливим… " :333–337 Вона додає: «Це не мізогінна розповідь, а щось набагато складніше, коли поводження з жінками стає підказкою моралі суспільного порядку». :174 Професор релігії Дж. Девід Плейнс каже, що ці казки включені істориком-учасницею, щоб продемонструвати зло життя без централізованої святині та єдиного політичного авторитету.
Жінки мали певну роль у ритуальному житті, як це представлено в Біблії, хоча вони не могли бути священницями (тільки левити могли). Жінки (як і чоловіки) повинні були проводити паломництво до храму в Єрусалимі раз на рік і приносити жертву Пасхи. :41 Вони також робили це в особливі випадки свого життя, такі як дарування тоди («подяки») після пологів. Отже, вони брали участь у багатьох основних публічних релігійних ролях, які нелевітні люди могли, хоч і рідше, і дещо менших та загалом більш дискретних масштабах. :167–169 Вчена, дослідниця Старого Завіту Крістін Рой Йодер каже, що в Книзі притч божественний атрибут Святої Мудрості представлений як жіночий. Вона вказує, що «з одного боку» така довідка підносить жінок, а «з іншого боку» «дивна» жінка також у Прислів'ях «увічнює стереотип жінки як цілком добра, так і цілком зла».

### Секс, шлюб та сім'я
Дослідниця Талмуду Юдит Гаптман каже, що шлюб та сімейне законодавство в Біблії віддають перевагу чоловікам над жінками. Наприклад, чоловік може розлучитися з дружиною, якщо захоче, але дружина не може розлучитися з чоловіком без його згоди. Законом сказано, що жінка не може скласти обов'язкову обітницю без згоди чоловічого авторитету, тому вона не може законно одружуватися без чоловічого схвалення. Практика левіратного шлюбу застосовувалася до вдів бездітних чоловіків, але не до вдівців бездітних дружин; хоча, якщо він чи вона не погодились на шлюб, натомість була проведена інша церемонія, яка називалася халітою ; яка передбачає, що вдова знімає взуття свого зятя, плює перед ним і проголошує: «Це відбувається з тим, хто не збудує будинок брата!». :163 Закони, що стосуються втрати жіночої цноти, не мають чоловічого еквівалента. Жінки в біблійні часи економічно залежали від чоловіків. Жінки мали право володіти майном спільно зі своїми чоловіками, за винятком рідкісних випадків успадкування землі від батька, який не мав синів. Навіть «у таких випадках від жінок вимагатимуть повторний шлюб у племені, щоб не зменшити його земельні володіння». :171 Майно передавалося по чоловічій лінії і жінки не могли успадкувати, якщо не було спадкоємців чоловічої статі (4 М. 27:1-11; 4 М. 36:1-12). :3 Ці та інші ґендерні відмінності, виявлені в Торі, говорять про те, що жінки розглядаються як підлеглі чоловікам; однак вони також припускають, що біблійне суспільство розглядає наступність, власність та єдність сім'ї як найважливіше.
Філософ Майкл Бергер каже, що сільська родина була основою біблійного суспільства. Жінки виконували завдання, такі ж важливі, як і чоловіки, керували домашніми господарствами та були рівними у повсякденному житті, але всі громадські рішення приймали чоловіки. Чоловіки мали специфічні обов'язки, які вони повинні були виконувати для дружин, включаючи забезпечення одягом, їжею та сексуальними відносинами. Стародавній Ізраїль був рубежем, і життя було «жорстким». Усі були «маленьким власником» і доводилося наполегливо працювати, щоб вижити. Значний відсоток дітей рано помирав, а ті, хто вижили, навчилися розподіляти тягар та обов'язки сімейного життя в міру їх зростання. Граничне середовище вимагало суворої структури повноважень: батьків доводилося не просто шанувати, але й не кидати їм виклик. Некерованих дітей, особливо дорослих, потрібно було стримувати або відкидати. Повага до загиблих була обов'язковою, а сексуальні кордони жорстко утримувались. Цнота була очікуваною, перелюбство належало до найгірших злочинів і навіть підозра на перелюб призводила до процесів з тортурами. :1,2 Перелюб визначався по-різному для чоловіків і жінок: жінка вважалася перелюбницею, якщо вона мала секс поза шлюбом, але якщо чоловік мав секс поза шлюбом з неодруженою жінкою, наложницею чи повією, це не вважалося перелюбом з його боку. :3 Жінка вважалася «власністю господаря». :20,21, завжди перебуваючи під владою чоловіка: батька, братів, чоловіка, а оскільки вона не мала спадку, зрештою і старшого сина. :1,2 На неї накладалися суворі закони чистоти, як ритуальні, так і моральні, а невідповідний секс — лесбійство, зоофілія, перев'язка та мастурбація — каралися. Суворий захист подружнього зв'язку та відданість родині були дуже сильними. :20
Культова проституція єврейської Біблії — це жінки, які не перебували під владою чоловіка; могли бути платними повіями, але не обов'язково. У Біблії для жінки та дівчини, яка перебувала під захистом чоловіка, її називали зоною, що було серйозною образою для неї та її родини. Зонах показана як відсутність захисту, що робить кожну зонах вразливою та доступною для інших чоловіків; відсутність конкретного чоловіка, що керує нею, означала, що вона вільна діяти так, як інші жінки не могли. За словами Девіда Блюменталя, Біблія зображує зонах як «небезпечну, страшну та загрозливу її свободі, але водночас привабливу». :42 Її свобода визнана біблійним законом, і її сексуальна активність не карається. :42 Вона є джерелом позаінституціонального сексу. Тому її розглядають як загрозу патріархату та родинній структурі, яку він підтримує. :43 З часом термін зонах став застосовуватися до одруженої жінки, яка вчинила перелюб, і це значення терміна використовувалося як метафора для людей, невірних Ягве, особливо в Книзі Осії та Книзі Єзекіїля; описи статевих актів та покарань метафоричної зонах в цих книгах є жорстокими та порнографічними. :43

#### Агар і Сара

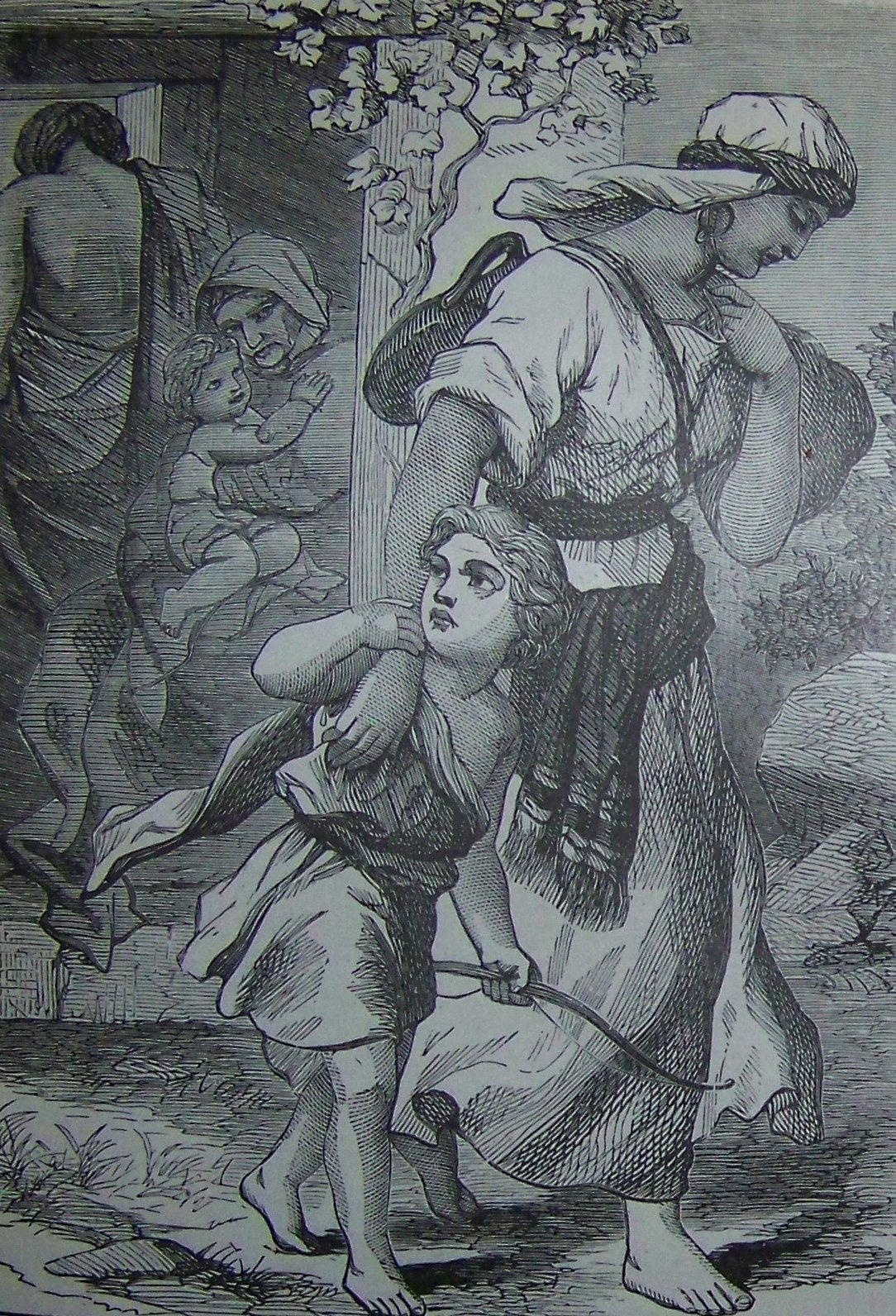
Агар і Ізмаїл викинуті, ілюстрація 1890 року

Авраам є важливою фігурою в Біблії, але «його історія обертається навколо двох жінок». :9 Сара була дружиною Авраама, а Агар була рабинею Сари, яка потім стала наложницею Авраама. Сара спочатку не народила дітей, хоча Бог пообіцяв їм дитину. Пізніше, коли Сара чує обіцянку Бога, вона не вірить. «Авраам же й Сара були старі, дожили пізніх літ, і в Сари перестало бувати, що звичайне в жінок.  Тож і засміялася Сара, кажучи сама до себе: Оце б то, зів'янувши, та здобутись на таку втіху? І чоловік мій вже старенький“ (1 М. 18:11-13). Сара віддає свою рабиню Агар Аврааму наложницею, і він має з нею сексуальні стосунки, від яких Агар вагітніє. Сара сподівається створити сім'ю через Агар, але Агар „стала зневажати свою господиню“ (1 М. 16:4). Тоді Сара почала утискати Агар, яка від цього втекла. Бог говорив до рабині Агар в пустелі, послав її додому, і вона народила Авраамові сина Ізмаїла, „Він буде дикий чоловік“ (1 М. 16:12).
Коли Ізмаїлу було 13 років, Авраам отримав заповідь обрізання і обрізав кожного чоловіка із своїх домочадців. Пізніше „Господь навідав Сару, як обіцяв був, і вчинив їй так, як сказав був. Сара зачала і народила Авраамові сина, в його старості, того часу, коли Господь призначив йому. І назвав Авраам сина, що народився в нього, якого вродила Сара, Ісааком. Авраам обрізав Ісаака, свого сина, восьмого дня, як велів йому Бог. Було ж Авраамові сто років, коли народився в нього син Ісаак.“(1 М. 21:1-5). Агар і Ізмаїла відпустив Авраам, і цього разу вони вже не повертаються.
Фраймер-Кенська каже: „Ця історія настільки яскраво висвітлює відносини між жінками в патріархаті“. Вона додає, що це демонструє проблеми, пов'язані з перетином гендеру і класу: Сара має владу, її дії є законними, не співчутливими, але її мотиви зрозумілі: „Вона [Сара] вразлива, що робить її нездатною до співчуття  і відповідно "соціально неповноцінною"». :98

#### Дочки Лота
Книга Буття, розділ 19 розповідає, що Лот та його дві дочки живуть у Содомі, і їх відвідують два ангели. Збирається натовп, і Лот пропонує йому своїх дочок, захищаючи ангелів, але ангели втручаються. Содом зруйнований, а родина йде жити в печеру. Оскільки навколо немає чоловіків, окрім Лота, дочки вирішують змусити його пити вино і запліднити їх. У кожної з них є син Моав та Бен-Аммі.

#### Інші жінки в книгах Буття та Виходу

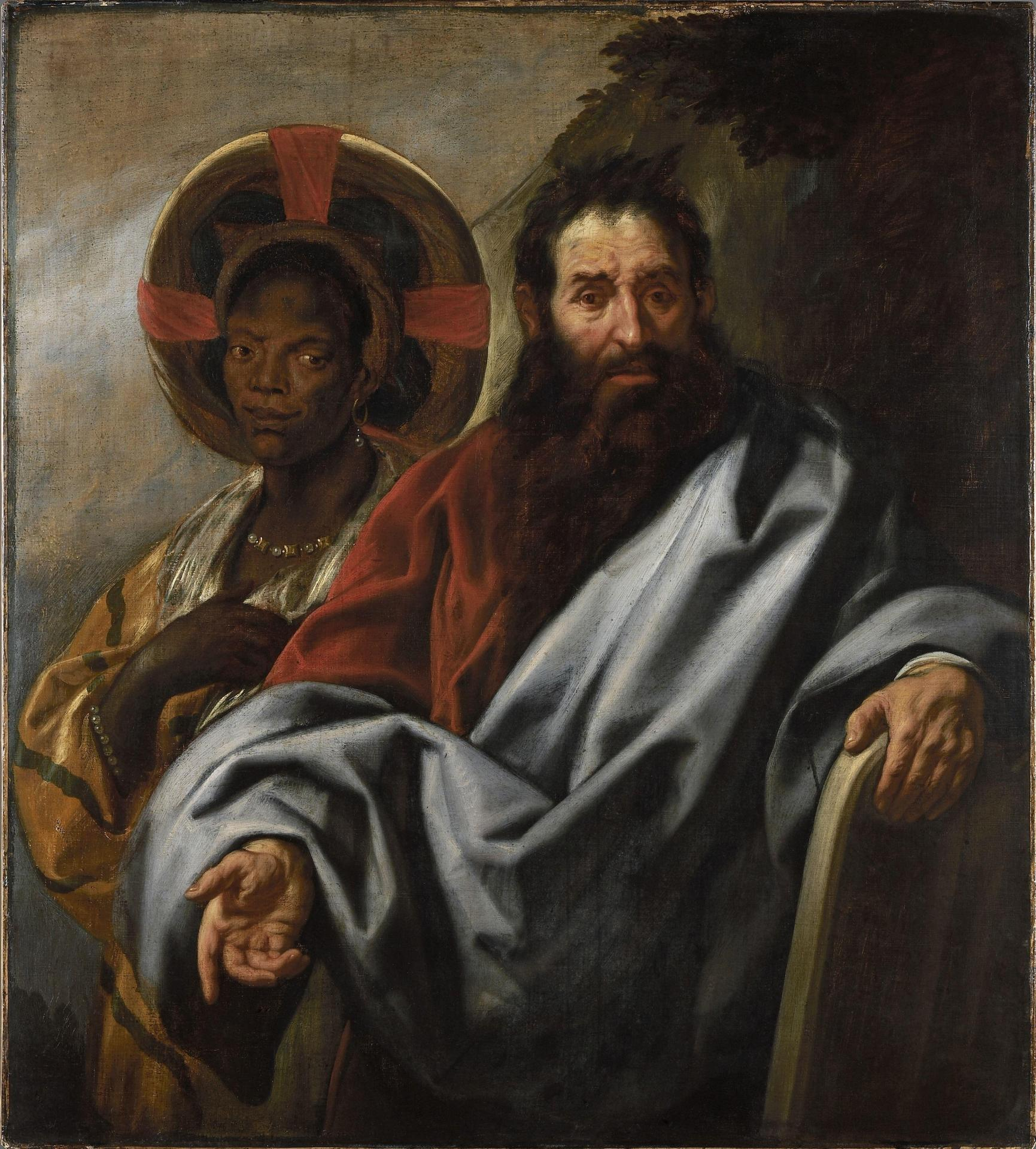
Мойсей та його ефіопська дружина Ціппора (Mozes en zijn Ethiopische vrouw Sippora). Яків Йорданс, бл. 1650

Дружина Потіфара, чиї помилкові звинувачення Йосипа призводять до його ув'язнення. Донька фараона, яка рятує і піклується про немовля Мойсея. Пуа і Шіфра, дві єврейські акушерки, які не дотримуються наказу фараона вбити всіх новонароджених єврейських хлопчиків. Бог підтримує їх за це. Дружина Мойсея Ціппора, яка рятує його життя, коли Бог має намір вбити Мойсея. Міріам, сестра Мойсея, пророчиця. Козбі, жінка, убита Пінхасом незадовго до війни з мідіянами.

#### Рахав

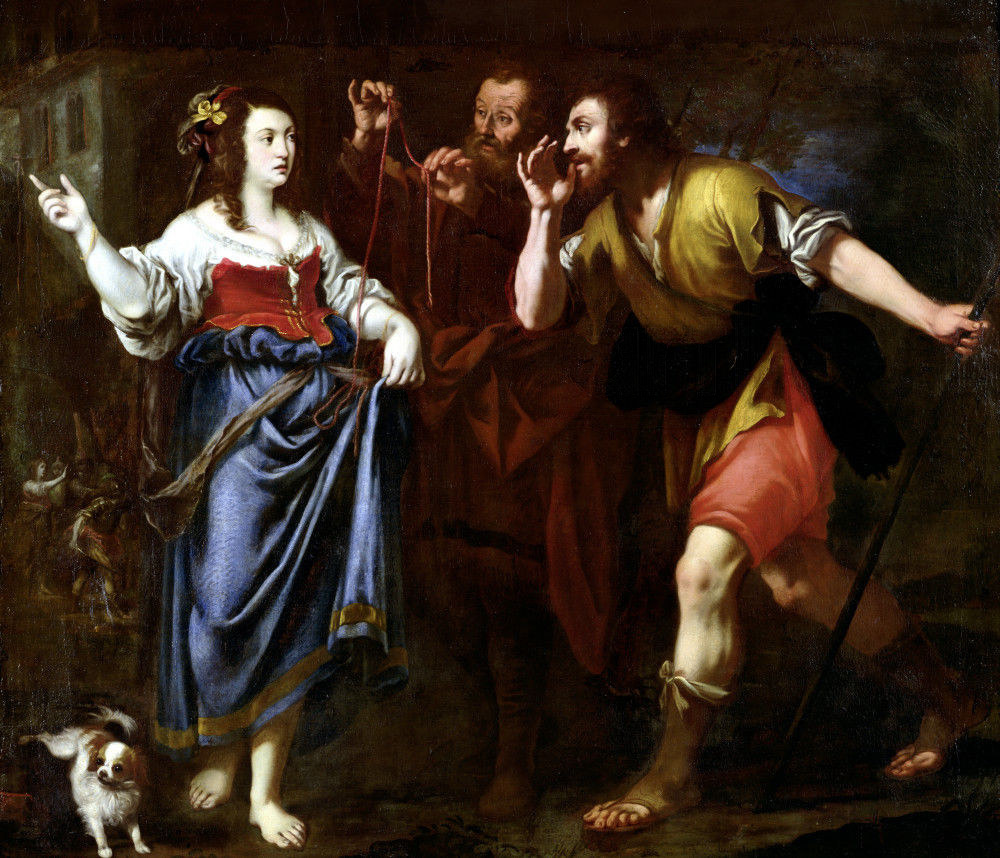
Рахав та Ісус Навин, 17 століття

Книга Ісус Навин розповідає історію про повію (зонах) Рахав, жительку Єрихону, в якої знаходяться два шпигуни, послані Ісусом Навином, щоб підготуватися до нападу на місто. Цар Єрихона знав, що шпигуни були там, і послав солдатів до її дому, щоб захопити їх, але вона сховала їх, відправила солдатів у неправильному напрямку та збрехала царю від їхнього імені. Вона сказала шпигунам: «Я знаю, що Господь дав вам цей край, бо на нас напав страх перед вами, й усі мешканці краю помліли перед вами;  чували ми про те, як Господь висушив був воду у Червонім морі перед вами, як ви виходили з Єгипту, і про те, що ви були вчинили обом царям аморійським, Сихонові та Огові, по тім боці Йордану, що ви їх вигубили. Почули ми про це, й охляло серце наше, і ні в кого нема більш духу перед вами, бо Господь, Бог ваш — Бог на небі вгорі і на землі внизу. Отож кляніться мені, прошу, Господом, що за мою добрість до вас і ви теж покажете добрість домові батька мого, вдайте мені певний знак, що зоставите живими батька мого й матір мою, і братів моїх, і сестер моїх, і всіх тих, що їм належать, і вирятуєте життя наше від смерти». (Нав. 2:9-13) Їй сказали пов'язати червоний шнур у тому ж вікні, через яке вона допомагала шпигунам врятуватися, і мати всю свою родину в будинку з собою і не виходити на вулицю. Усіх же тих, що будуть із тобою в хаті — кров їх на нашій голові, якби хто до них приторкнувся. Вона погодилася, і вона та її вся родина були врятовані до захоплення та спалення міста (Нав. 6).

#### Даліла

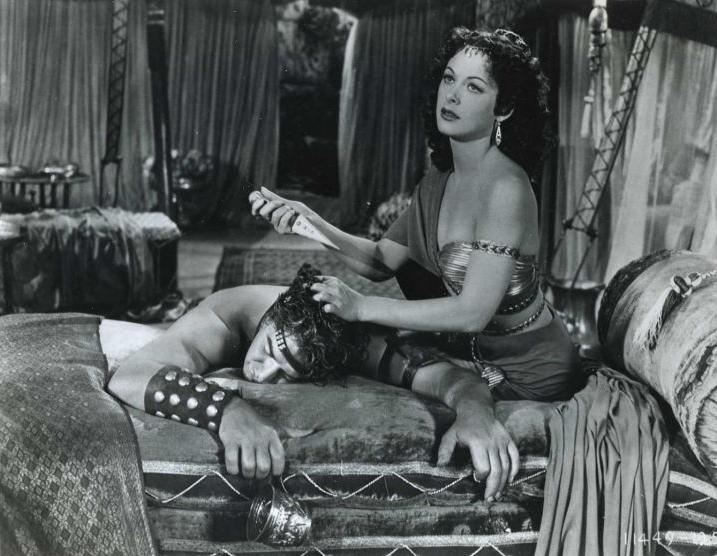
Фотографія Самсона та Деліли (1949)

У главах 13-16 Книга Суддів розповідає про Самсона, який зустрічає Далілу. З самого народження Самсон був Назореєм — спеціально відданою особою, але його історія свідчить про те, що він порушував усі вимоги назорейської обітниці.   Довге волосся було одним із символічних зображень його особливих стосунків з Богом; жодна бритва не повинна була торкатися його волосся. Самсон подорожує до Гази і "закохався в жінку в долині Сорека, яку звали Даліла. Філістимські правителі підійшли до неї і сказали: "Подивись, чи зможеш ти заманити його, щоб він показав таємницю його великої сили, і як ми можемо його перемогти, щоб ми могли зв'язати його і підкорити його. Кожен з нас дасть вам одинадцять сотень шеклів срібла. Самсон не говорить їй правди декілька разів, але потім розкриває таємницю сили, що полягає в його волоссі."
Історія не називає Далілу філістимлянкою. Долина Сорека була територією данітів, яку було затоплено філістимлянами, тому населення там було змішане. Даліла, швидше за все, була ізраїльтянкою, або історія була б розказана інакше. Філістимляни запропонували Далілі величезну суму грошей, щоб зрадити Самсона. Мистецтво загалом зображує Далілу як тип фатальної жінки, але біблійний термін, що використовується (патті), означає швидше переконання словами. Даліла використовує емоційний шантаж і любов Самсона до неї, щоб зрадити його. Жоден інший єврейський біблійний герой ніколи не переможений ізраїльтянкою. Самсон не підозрює, можливо тому, що не може вважати жінку небезпечною, але Даліла рішуча, смілива і дуже небезпечна. Вся філістимська армія не могла його вбити, а Даліла зробила це. :79–85

#### Наложниця Левіта

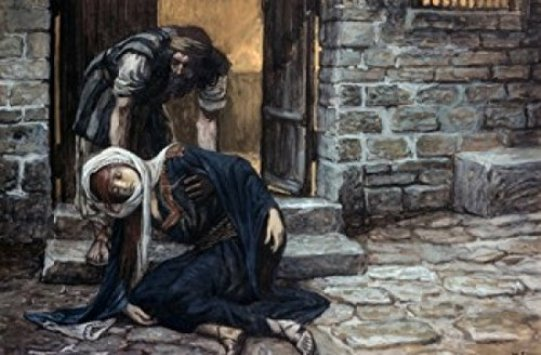
Левіт знаходить свою наложницю, що лежить на порозі, Джеймс Тіссо, 19 століття

Наложниця Левіта в книзі Суддів «вразлива, оскільки вона лише неповнолітня жінка, наложниця». :173 Вона одна з біблійних безіменних. Фрімер-Кенський каже, що ця історія також є прикладом класу, що перетинається з гендером та силою: коли вона нещасна, вона біжить додому, лише щоб батько віддав її іншому, левіту. Левіт та його наложниця подорожують до дивного містечка, де вони вразливі, тому що їдуть поодинці без родини, що могла б врятувати їх; нападають незнайомці. Щоб захистити левіта, господар дому пропонує свою дочку натовпу, однак левіт відправляє свою наложницю. Триблей говорить: «Історія дає нам зрозуміти, що в ті часи чоловіки мали остаточні повноваження щодо своїх жінок». :65–89 Фрімер-Кенський каже, що сцена схожа на сюжет із історії Содома та Гоморри, коли Лот послав своїх дочок натовпу, але в історії книги Буття ангели їх рятують, а в Книзі суддів Бог більше не втручається. Наложниця зґвалтована до смерті. :173
Левітські м'ясники використовують її тіло для того, щоб збудити Ізраїль проти племені Веніяміна. Громадянська війна слідує і завершується майже винищенням цілого племені. Щоб реанімувати Плем'я Веніямина, сотні жінок захоплюють і примушують до шлюбу. Фріман-Кенська каже: «Жах слід за жахом». Оповідач пояснює історію, «в ті часи в Ізраїлі не було царя, і кожен робив так, як йому заманеться». Занепад Ізраїлю відбивається на насильстві проти жінок, яке відбувається, коли влада зазнає невдач і соціальних потрясінь. :14
За словами вченого дослідника Старого Завіту Джерома Кріха, деякі феміністські критикині Книги Суддів кажуть, що Біблія дає мовчазне схвалення насильства над жінками, не виступаючи проти цих діянь. :14 Фрімер-Кенська каже, що залишати читачам моральні висновки — це визнаний метод написання, який називається прогалиною і використовується в багатьох біблійних оповіданнях. :395 Біблійний вчений Майкл Патрік О'Коннор приписував дії насильства проти жінок, описані в Книзі Суддів, до періоду кризи в суспільстві стародавнього Ізраїлю перед інституцією Царства. Однак інші вважають, що подібні проблеми є вродженими для патріархату.

#### Тамар, невістка Юди

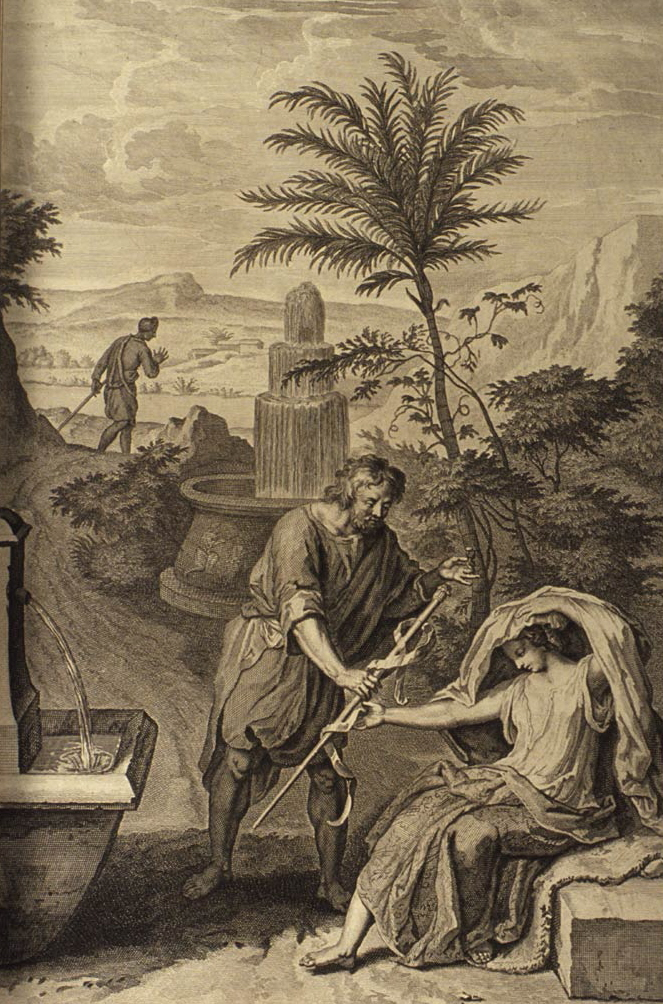
Юда надає свою обіцянку Тамар, ілюстрація 16 століття

У «Книзі Буття» Тамар — невістка Юди. Вона була одружена з сином Юди ́Ером, але Ер помер, залишивши Тамар бездітною. Відповідно до закону про левірат, наступному сину Юди Онану було призначено взяти в шлюб Тамар і народити з нею дитину, але коли Онан спав з Тамар, він «просипав своє насіння на землю», а не давав їй потомства, яке належатиме його брату. Онан теж помер. "Тоді Юда сказав своїй невістці Тамар: " Живи як вдова в домі твого батька, поки не виросте мій син Шела". Бо він думав: «Він теж може померти, як і його брати». (1 М. 38:11) Але коли Шела виріс, Тамар не дали йому як дружину. Одного разу Юда їде до міста (Тімна), щоб стригти овець. Тамар "зняла одяг вдови, накрилась покривалом, щоб переодягнутися, а потім сіла біля входу в Енаїм, який знаходиться в дорозі до Тімни. Коли Юда побачив її, він подумав, що вона — повія, бо вона прикрила обличчя. Не усвідомлюючи, що вона його невістка, він підійшов до неї на узбіччя і сказав: «Прийди зараз, дозволь мені спати з тобою». (1 М. 38:16) Він сказав, що він дасть їй щось у відповідь, і вона попросила обіцянку, прийнявши його палицю, печатку та шнур як заставу для подальшої оплати. Тож Юда спав з нею, і вона завагітніла. Потім вона пішла додому і знову вдягнула одіж сдови. Через кілька місяців, коли було виявлено, що вона вагітна, її звинувачували в проституції (зонах) і хотіли спалили. Натомість вона надіслала Юді заставу, сказавши: «Від чоловіка, чиї оці речі, я зачала. І додала: Пізнавай, будь ласка, чиї оці речі: печатка, мотузка й палиця». Юда впізнав їх і сказав: «Вона слушніша від мене, бо я не дав їй Шелу, мого сина!».

#### Дочка Їфтаха

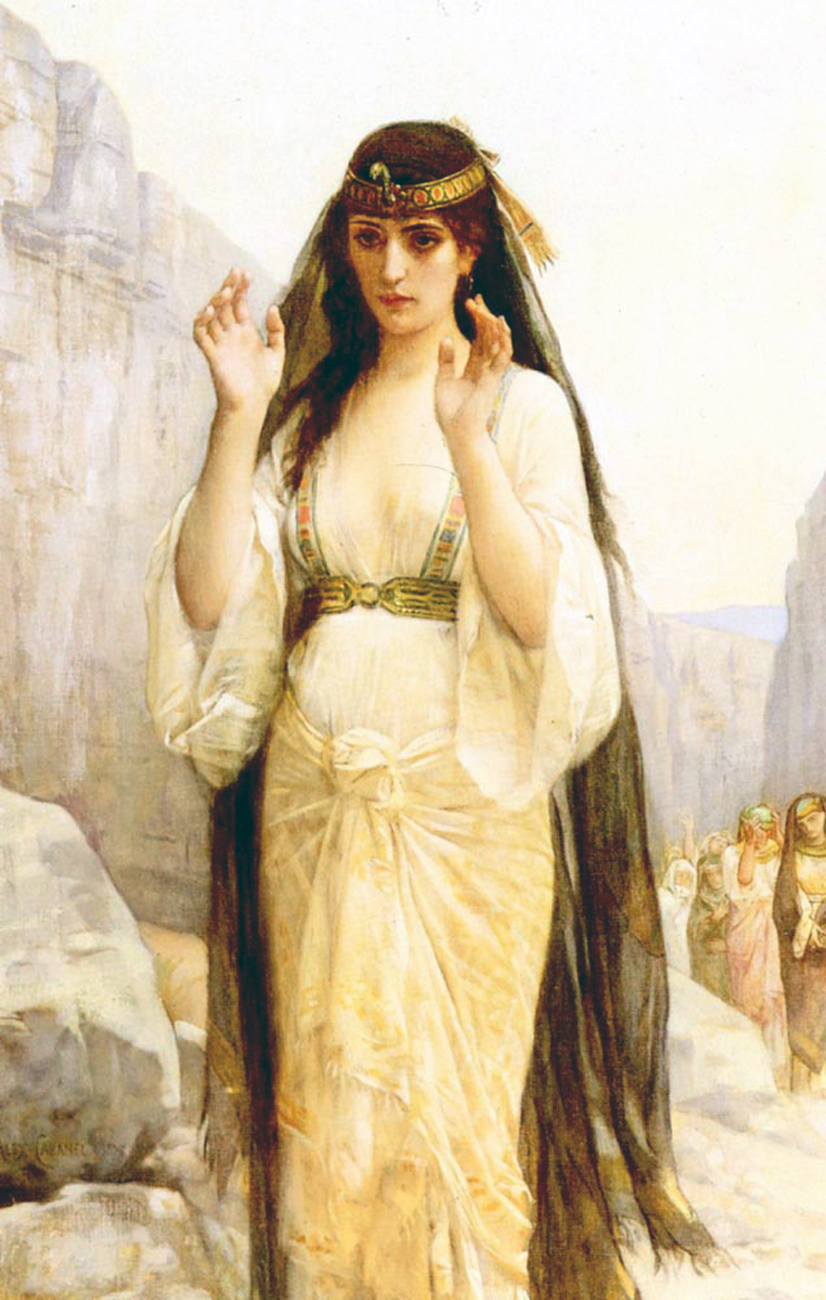
Дочка Їфтаха, Олександра Кабанеля (1879)

Історія дочки Їфтаха у Книзі Суддів починається як архетипна біблійна агіографія героя. Їфтах — син маргінальної жінки, повії (зонах), і через це він вразливий. Він живе в батьківському домі, але коли батько помирає, його напівбрати відкидають його. За словами Фрімер-Кенської, «Це неправильно. У стародавньому Близькому Сході повій можна було наймати як сурогатних матерів, так і для сексуальних стосунків. Закони та договори регулювали стосунки між дитиною такої матері та дітьми першої дружини… їх не можна було знехтувати. Їфтах образився, але він не має прав. Він повинен піти з дому». Фрімер-Кенська каже, що автор припускає, що біблійна аудиторія знайома з цим, знатиме, що Їфтах був неправий, і буде співчувати йому. :102–115
Тим не менш, Їфтах виходить у світ і називає себе могутнім воїном — героєм Ізраїлю. Загроза амонітян серйозна. Брати визнають свої правопорушення перед ним, щоб отримати його захист. Фрімер-Кенська каже, що відповідь Їфтаха виявляє навички ведення переговорів та глибоку побожність. Потім він намагається домовитися про мир з Аммоном, але не вдається. Настає війна з уразливим Ізраїлем. Перед битвою він дає бойову обітницю: «Якщо ви дасте аммонітян у мою руку… того, хто вийде першим з дверей мого дому… Я запропоную Ягве». Це виявляється його дочка. Реакція Їфтаха виражає його жах і почуття трагедії у трьох ключових виразах жалоби, повної поразки та докорів. Він дорікає їй і собі, але передбачає лише свою приреченість або в дотриманні, або у порушенні обітниці. Дочка Їфтаха відповідає на його обітницю і стає справжньою героїнею цієї історії. Вони обоє позитивні герої, але стається трагедія. Фраймер-Кенська підсумовує: «Уразлива героїня приносить себе у жертву, ім'я героя пішло». Вона додає, що автор книги Суддів знав, що люди приносять жертви своїми дітьми, і оповідач книги Суддів перебуває до цього в опозиції. «Жах — це сама причина цієї історії в книзі Суддів». :115
Деякі вчені інтерпретували цю історію так, що дочка Їфтаха насправді не була принесена в жертву, а трималася в усамітненні. :137

#### Тамар, дочка Давида

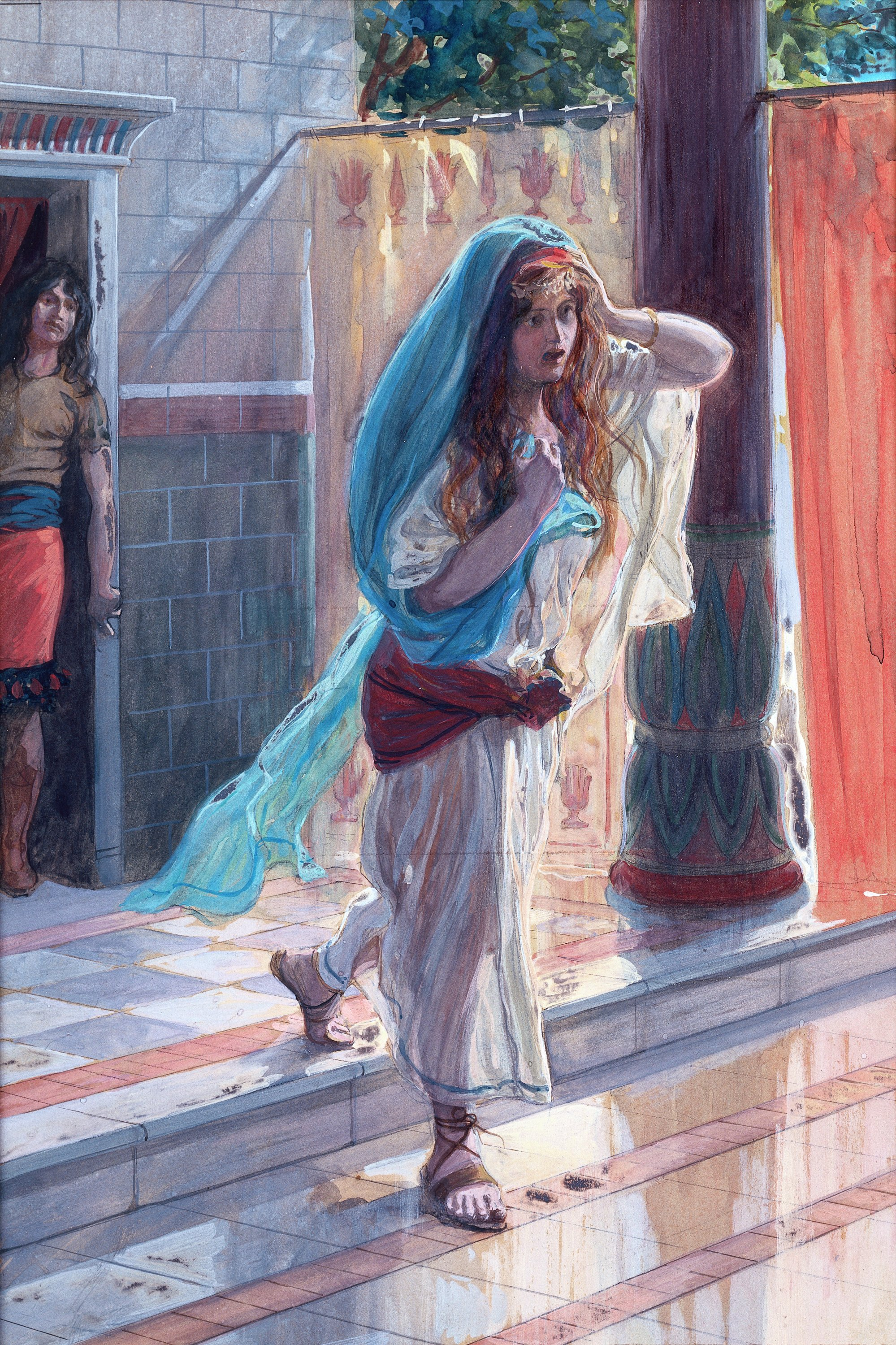
Спустошення Тамар Дж. Тіссота, c. 1900 рік

Історія Тамар — літературний твір, що складається з семи частин. За словами Фрімер-Кенської, оповідання «привертало велику увагу як чудовий витвір літератури, а багато коментаторів концентрувались на роз'ясненнях художньої цінності твору». :399 Ця історія (Друга книга Самуїла) фокусується на трьох дітях царя Давида - "Амнон первісток, Авесалом улюблений син, і красива сестра Тамар. :38
Амнон глибоко бажає Тамар. Одразу після пояснення бажання Амнона оповідач спочатку використовує термін сестра, щоб розкрити місце Тамар — це не тільки сестра Авесалома, але й сестра Амнона від іншої матері. Філліс Трибл каже, що оповідач «підкреслює родинні зв'язки, оскільки така близькість посилює прийдешню трагедію». Повний хіті князь, безсилий діяти; Тамар — незаймана і захищена власність. Тоді приходить план від його двоюрідного брата Іонадаба, «дуже хитрої людини». :39
Схема Йонадаба допомогти Амнону націлена на царя Давида. Амнон робить вигляд, що хворий, і Давид приходить до нього. :43 Він просить, щоб його сестра Тамар зробила йому їжу і нагодувала. Цар наказує надіслати повідомлення Тамар. :44 Амнон відсилає слуг геть. Одна із братом вона вразлива, проте Тамар стверджує голос. Фрімер-Кенська каже, що Тамар з мудрістю розмовляє з Амноном, а він — як дурний чоловік. Вона намагається його відвернути, потім пропонує альтернативу одруження і каже йому звернутися до царя. Він не слухає, а ґвалтує її. :45
Амнон одразу сповнюється сорому і сердито викидає Тамар. «Ні!» — сказала вона йому. «Відправити мене було б більшою помилкою, ніж те, що ти вже зробив зі мною». Але він відмовляється слухати. Тамар спустошена: зруйнована і нещасна. Цар Давид розлючений, але він нічого не робить, щоб помститися за дочку або покарати сина. Фрімер-Кенська каже: «Читач історії, який очікує, що держава забезпечить захист вразливих людей, тепер бачить, що держава не може контролювати себе». :174 Авесалом наповнюється ненавистю, і вбиває Амнона через два роки. Потім Авесалом повстає проти батька, і його також вбивають. :48

#### Ветсавія

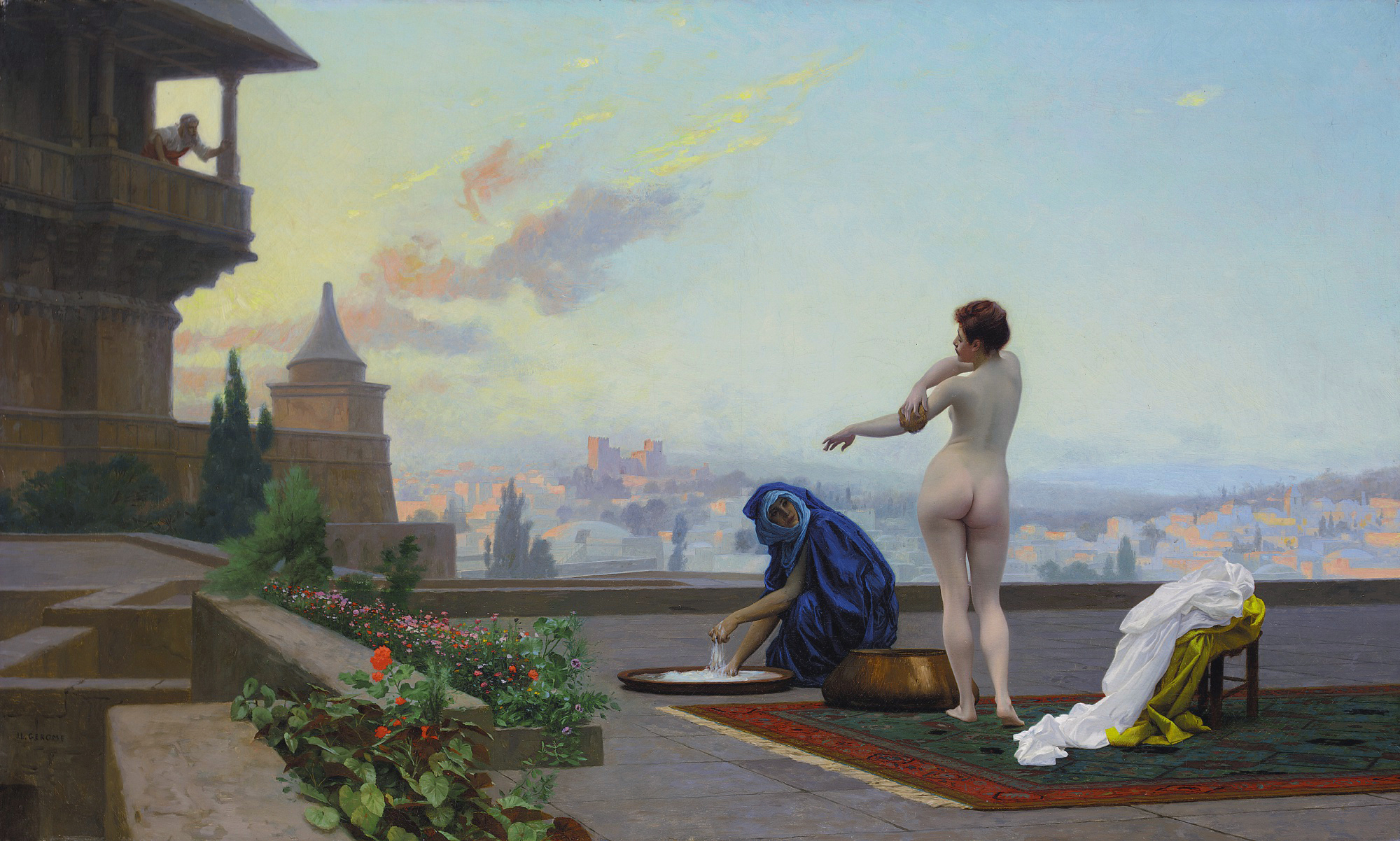
Зображення Жана-Леона Гером купання Вірсавії, за якою підглядав Давид

У Книзі Самуїла Вітсавія — одружена жінка, яку бачить цар Давид під час купання. Він привів її до себе, і вона завагітніла. У тексті Біблії прямо не зазначено, чи погодилася Ветсавія на секс. Давид успішно планує смерть її чоловіка Урії, і вона стає однією з його дружин. Їхню дитину вбито як божим покаранням, але згодом Ветсавія народжує Соломона. У «Книзі царів», коли Давид старий, вона та пророк Натан переконують Давида дозволити Соломону зайняти престол замість старшого брата.

#### Сусанна

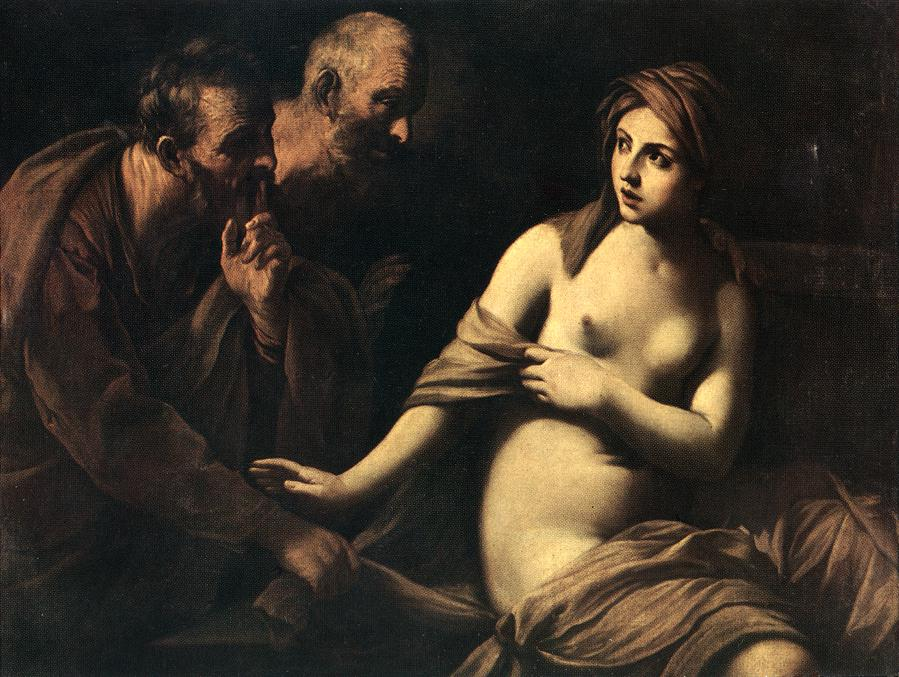
Сусанна і старці Гвідо Рені

Історія про Сусанну входить у 13 розділ Книги пророка Даниїла і у свою чергу до канону  Старого Завіту римо-католицької та східної православної церков. Сусанна — одружена, красива і законослухняна жінка. Двоє старих новопризначених судей прагнуть її та намагаються примусити її займатися сексом з ними. Вона відмовляється, на що старці брехливо свідчать, ніби вона вчинила перелюб з молодим чоловіком. Сусанну засуджують на смерть, і вона кличе Бога на допомогу. Бог її чує, і надсилає Даниїла, який викриває брехню старців, і їх засуджують замість неї.

### Інші жінки в єврейській Біблії

#### Єва

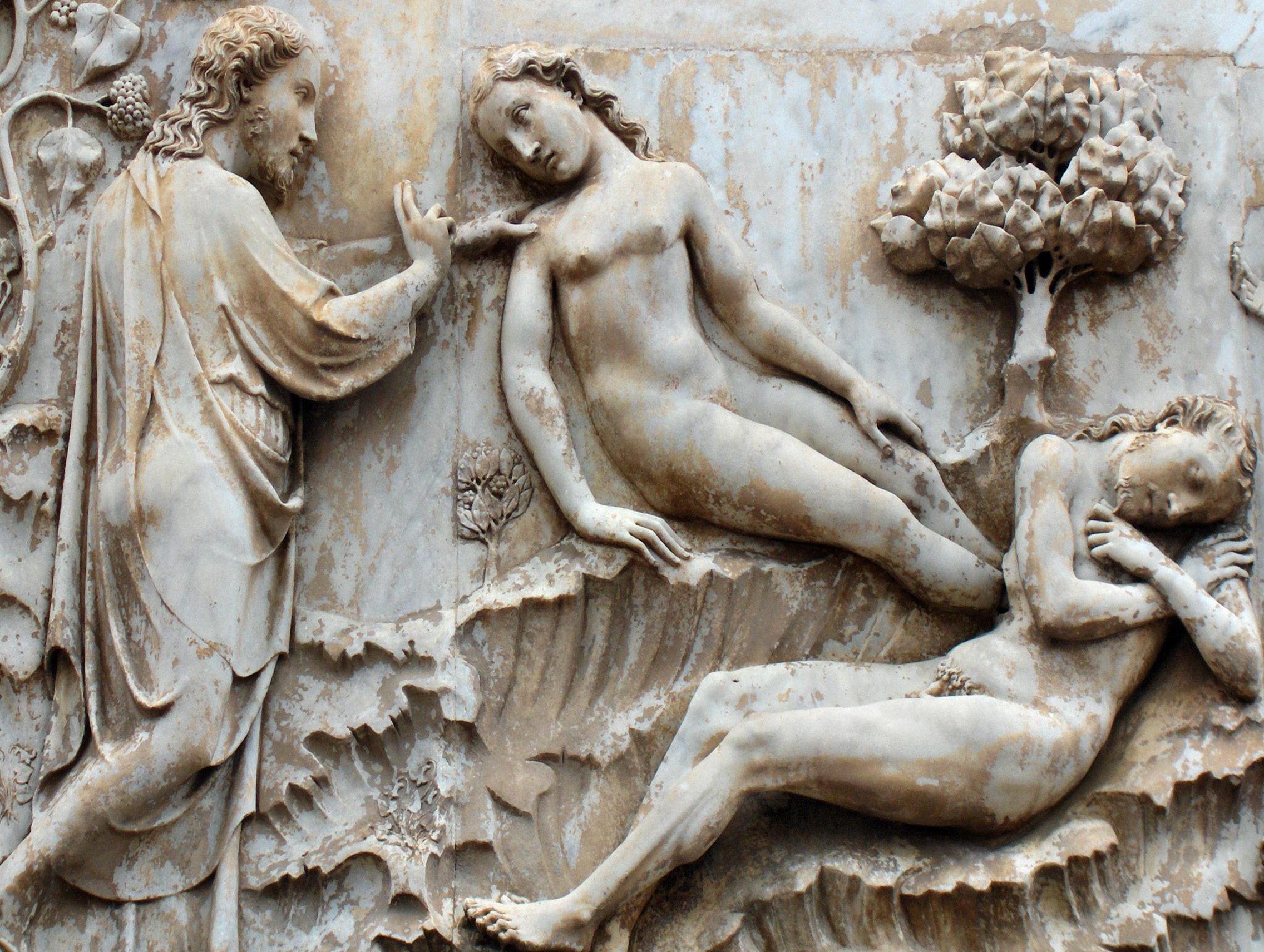
Створення Єви, мармуровий рельєф Лоренцо Майтані, Собор Орвієто, Італія, c. 1300

Історія Єви описана в Книзі Буття 2:18 із "Господь Бог сказав: «Не добре чоловікові бути самому; сотворю йому поміч, відповідну для нього". Тоді Господь Бог утворив жінку з ребра, яке він вийняв у чоловіка, і він привів її чоловікові… Так то полишає чоловік свого батька й матір і пристає до своєї жінки, і стануть вони одним тілом. А були вони обоє, чоловік і його жінка, нагі, та (одне одного) не соромилися». (Бт. 2:18-25) Єву обманює та спокушає змій, і вона ділиться яблуком Пізнання з чоловіком, який, очевидно, не запитує і не сперечається. Вони прозрівають і розуміють, що вони нагі, і роблять одяг з листя інжиру. Коли Бог приходить у сад, вони ховаються. Обидва намагаються перекласти провину, але в кінцевому підсумку несуть відповідальність, Бог проклинає обох і разом викидає іх із Саду (Бт. 2).
За словами дослідниці Близького Сходу Керол Маєрс, «Можливо, більше ніж будь-яка інша частина Біблії, [історія Єви] вплинула на західні уявлення про стать та ідентичність». :72 Соціологиня Лінда Л. Ліндсі каже, що «жінки понесли більший тягар  первородного гріха"… Створення Єви з ребра Адама, другої за порядком, Боже «прокляття» при вигнанні — це стійкі рамки, які використовуються для виправдання чоловічого верховенства". :133,397 Триблі і Фрімер-Кенська коментують, що історія Єви в Бутті не передбачає підкорення Єви Адамові; слово helpmate (ezer) означає часто в Біблії наставника, а не помічника, і часто використовується для відношення Бога до Ізраїлю (а не Ізраїлю до Бога). :168 Трібле вказує, що в міфології остання створена річ традиційно є кульмінацією творіння, що мається на увазі в Бутті 1, де людина створена після всього іншого — крім Єви. Однак дослідник Нового Завіту Крейг Бломберг каже, що стародавні євреї, можливо бачили порядок творення у відповідності до законів первородства (як у своїх писаннях, так і в навколишніх культурах) і тлумачили створення Адама першим як ознаку привілею. :129

#### Девора таЯїл

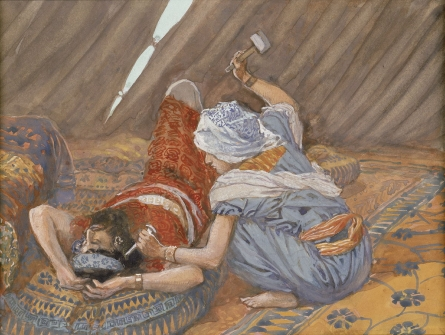
Яїл, що б'є Сісеру, Тіссо, бл. 1900 рік

Книга суддів розповідає історію Девори, четвертої за рахунком судді (шофет) Ізраїлю й пророчиці епохи Суддів (Суд. 4:4-5), дружини Лапіддота і матері (Суд. 5:7). Вона перебувала в регіоні між Рамою у Веніяма та Бет-Елом на землі Єфрема. Девору також можна було б описати як воїтельку, вождя війни та вождя віри. (Суд. 4:6-22).
В оповіданні описується народ Ізраїлю, пригнічуваний Явіном, цар ханаанським, протягом 20 років. Девора надсилає пророкування Бараку зібрати армію і боротися з ними. Однак Барак злякався місії, яку вона поклала на нього, і відповів, що згоден стати на чолі народного ополчення лише якщо Девора сама візьме участь у цій війні, навіть якщо слава перемоги над ворогом буде належати не йому, чоловікові, а жінці Деворі. Тоді до гори Фавор з'явилася і Девора. Біля потоку Кішон ізраїльське ополчення зустрілося з військом фінікійського полководця Сісера. Ведеться битва (керується Бараком), а Сісера, воєначальник, зазнає поразки.
Сісера викликав усіх своїх людей та 900 залізних колісниць, але він був розбитий і втік пішки. «Варак же кинувсь навздогінці за колісницями й за військом аж до Харошет-Гоїму, і все військо Сісери полягло від леза меча, ані одного не зосталось. Сісера ж прибіг пішки до намету Яїл, жінки Хевера, кенія, бо між Явіном, царем хацорським, і домом Хевера, кенія, панував мир». Яїл дала йому пити, накрила його ковдрою, і коли, знесилений від битви, Сісера спав, Яїл вхопила наметовий кілок і молоток і загнала кілка у скроню Сісери, і він помер (Сд. 4:18).

#### Відьма Ендора

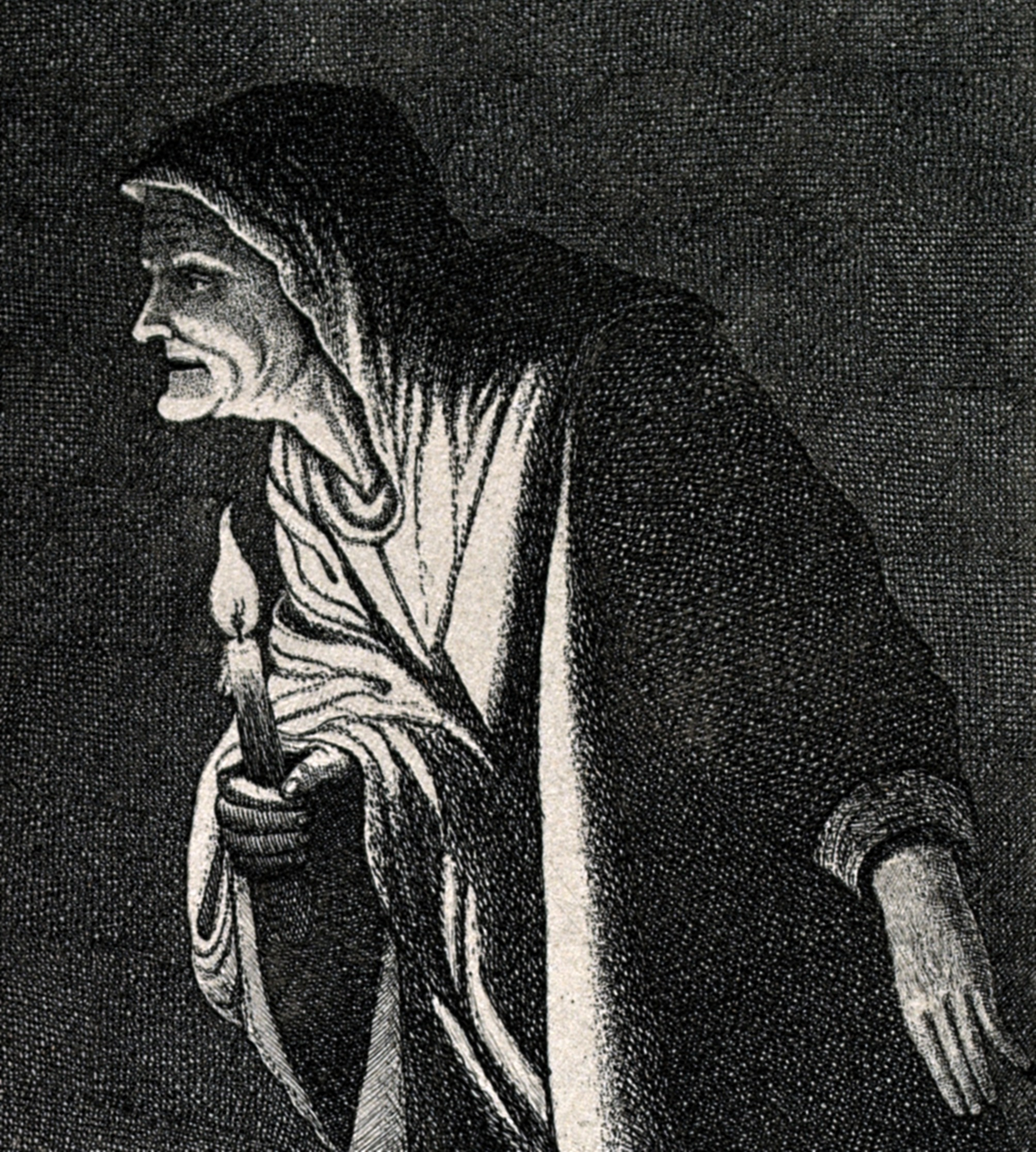
Відьма Ендора Адама Ельсхаймера

Відьма Ендора — це жінка, яка викликає дух пророка Самуїла на вимогу царя Саула у 28-му розділі Першої книги Самуїла. Саул, цар Ізраїлю, шукає мудрості у Бога у виборі курсу дій проти зібраних сил філістимлян. Він не отримує відповіді ні від снів, ні від пророків, ні від уримів і туммімів. Вигнавши всіх некроманів та магів із Ізраїлю, Саул шукає відьму анонімно та маскується. Його пошуки приводять його до жінки у Ен-дор, яка стверджує, що може бачити привид померлого пророка Самуїла, що піднімається з оселі мертвих.
Голос привида пророка спочатку лякає відьму Ендора, а після того сварить Саула за непослух Богу і пророкує його падіння. Дух повторює передсмертне пророцтво Самуїла, додаючи, що Саул наступного дня загине зі всією своєю армією в бою. Саул жахнувся. Наступного дня його армія зазнає поразки, як і пророковано, і Саул покінчив життя самогубством.
Хоча Саул зображений як ворог чаклунів і віщунів, чаклунка втішає його, коли бачить, що він страждає, і наполягає на тому, щоби погогодувати його, перш ніж він йде.

#### Єзавель

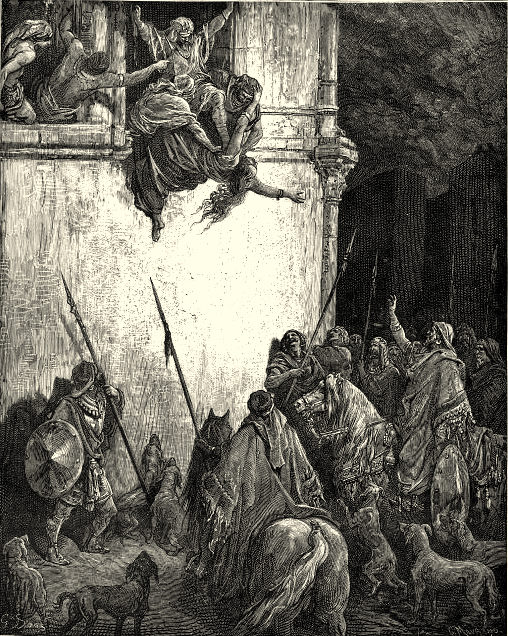
Смерть Єзавелі, Густав Доре

Єзавель описується в Книзі Царів (1 Цар. 16:31) як цариця, яка була дочкою Етбаала Сидонського і дружиною Ахава, царя Ізраїля.
Згідно з Книгами Царів, Єзавель підбурювала свого чоловіка царя Ахава відмовитися від поклоніння Ягве та натомість заохочувати поклоніння богам Ваалу та Ашері. Єзавель переслідувала пророків Ягве і сфабрикувала свідчення про богохульство проти невинного землевласника, який відмовився продати своє майно цареві Ахаві, внаслідок чого землевласника було забито. За ці злочини проти Бога та людей Ізраїлю Єзавель зустріла жахливу смерть — її скопці викидають її з вікна, і м'ясо її трупа їли бродячі собаки.
У біблійній історії Єзавель стала асоціюватися з фальшивими пророками. У деяких інтерпретаціях її одяг вишуканий та вона носила макіяж і це призводило до асоціації використання косметики з «розмальованими жінками» чи повіями.

#### Аталія

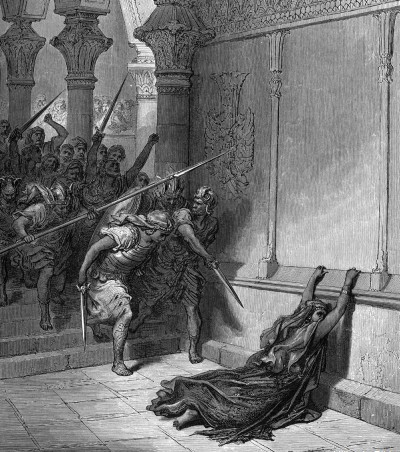
Смерть Аталії Густав Доре

Аталія була дочкою Єзавелі та царя Ахава. Її історія розповідається в Другі книзі царів 8:16 — 11:16 та Другі книзі хронік 22: 10-23: 15. Згідно з цими уривками, Аталія одружилася з Йорамом, царем Юдеї. Після смерті чоловіка син Аталії Ахазія прийшов на Юдиний престол, але він царював лише рік, перш ніж його вбили. Коли він помер, Аталія узурпувала владу і шість років правила Юдеєю. Намагаючись закріпити своє становище, вона наказала засудити весь царський дім Юди. Однак вона упустила одного сина Ахаза — Йоаса, якого приховав і виховав первосвященик Єгояда.
Через кілька років після цих подій до Аталії прийшла звістка, що Єгояда помазав в Храмі Йоаса з дому Давида і проголосив того новим царем Юдеї. Поспішно Аталія вирушила в Храм, маючи намір захопити Йоаса. Священики озброїли військо і змогли схопити царицю і відвести її в долину Кедрон. Там вона була страчена мечем (2 Хр. 23:21).

#### Шунамітська жінка

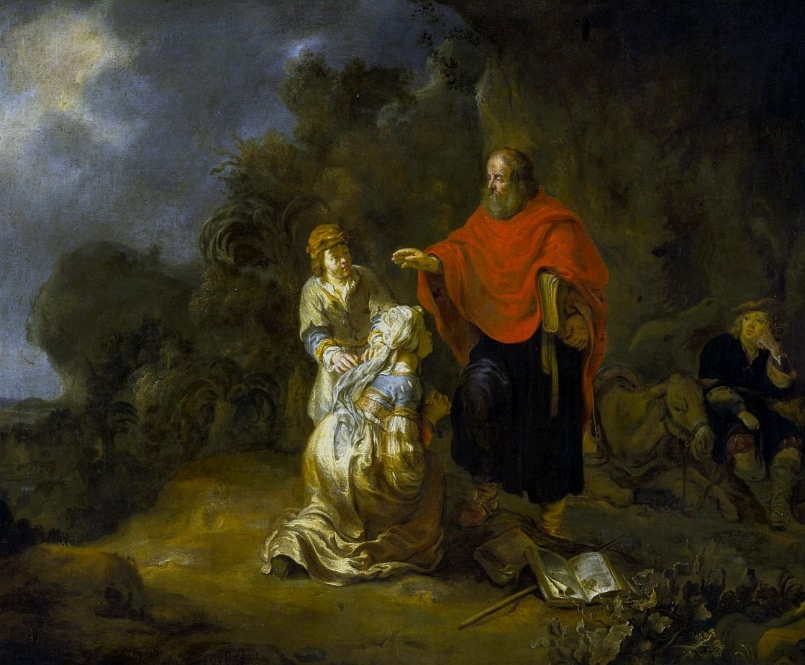
Єлисей та Шунамітська жінка. Гербранд ван ден Екхаут, 1649 рік.

Друга книга царів у розділі 4 розповідає про багату жінку з Шунаму, яка з повагою поставилася до пророка Єлисея, годувала його і забезпечувала йому місце для проживання, коли він подорожував містом. Одного разу Єлисей запитав свого слугу, що можна зробити для неї, і слуга сказав, що у неї немає сина. Тож Єлисей сказав їй: Через рік о цій порі пригортатимеш сина. Вона народжує, хлопчик росте, а потім одного дня помирає. Вона поклала тіло дитини на ліжко Єлисея і пішла його шукати. "Коли вона дісталася до людини Божої на гору Кармель, вона обняла його ноги. Гехазі, слуга Єлисея, підійшов, щоб підняти її, але Божий чоловік сказав: "Лиши її, бо вона тяжко сумна, і Господь скрив це від мене, не об'явив мені". І вони пішли разом і Єлисей зцілює хлопця.
Біблійний вчений Берк Лонг каже, що «велика жінка» Шунамійка, яка фігурує в Книзі царів, визнає і поважає позицію пророка Єлисея, але також є «рішучим рушієм і формувачем подій». За словами Фрімер-Кенської, ця розповідь демонструє, як стать перетинається з класом у зображенні Біблії стародавнього Ізраїлю. Історія Шунамітської жінки відбувається серед сільських бідняків, і на цьому «тлі крайньої бідності, заможність Шунамітки надає їй більше сміливості, ніж бідним жінкам або іноді навіть бідним чоловікам». :164 Їй досить добре, що вона здатна поширити своє покровительство на Єлисея, і є достатньо незалежною, вона готова протистояти пророкові та цареві в пошуках добробуту для свого дому. :164

#### Хульда
Друга книга царів у розділі 22 показує, що в давньому Ізраїлі жінки були пророчицями, навіть не будучи священницями. :167 Царем Йосією був відремонтований храм, коли первосвященик Хілкія знайшов загублену Книгу Закону. Він віддав його Шафану, царевому книжнику, який її читав, а потім віддав цареві Йосії. Цар розірвав одежу в розпачі і сказав: "Іди і розпитай Господа про мене…" Так вони пішли до пророчиці Хульди, дружини Шальми. У тексті не коментується той факт, що ця пророчиця була жінкою, але говориться лише про те, що вони відповіли її цареві (вірші 15-20), тим самим продемонструвавши, що у жінці-пророчиці немає нічого незвичайного. :161

#### Авігайл
Авігайла була дружиною Навала, який відмовився допомагати майбутньому цареві Давидові. Авігайла, зрозумівши, що гнів Давида буде небезпечним для всього домогосподарства, діє негайно. Вона перехоплює Давида, несучи їжу і подарунки, і те, що Фрімер-Кенська описує як «блискучу риторику» Авігайли. Вона переконує Давида нікого не вбивати. Коли Навал помирає після її розповіді, Давид бере її за дружину. Фрімер-Кенська каже: «Знову розумна рішуча жінка впливає далеко за межі патріархату», показуючи, що біблійні жінки мали те, що антропологія має на увазі як неформальну владу. :166

#### Рут

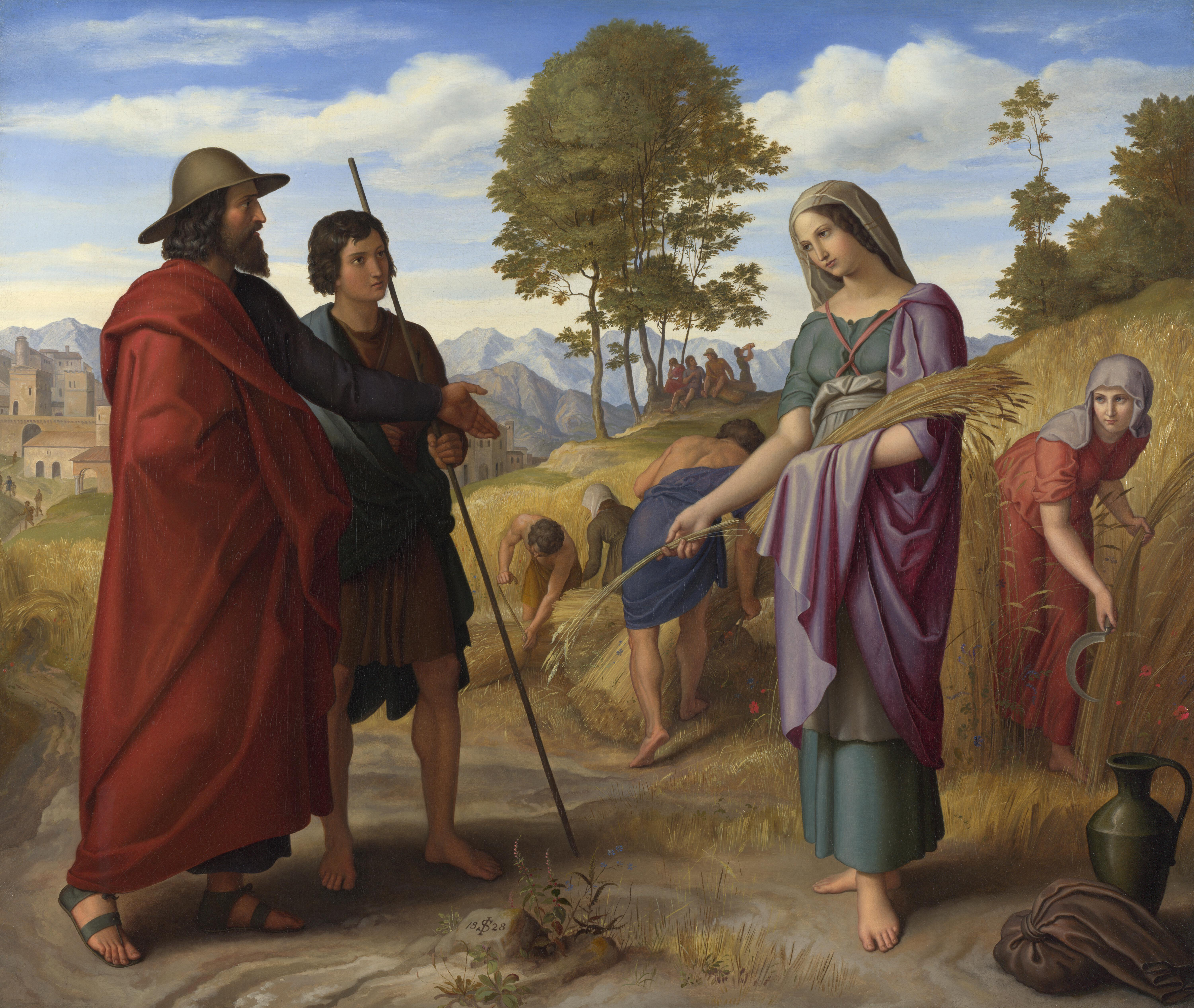
Рут на полях Боаза від Юлія Шнорра фон Карольсфельда

Рут — титульна персонажки Книги Рут. У розповіді вона не ізраїльтянка, а скоріше похлдить з Моава; вона одружується з ізраїльтянином. І чоловік, і її тесть помирають, і вона допомагає свекрусі Наомі знайти притулок. Вони разом подорожують до Вифлеєму, де Рут отримує любов Боаза завдяки її доброті.
Вона одна з п'яти жінок, згаданих у генеалогії Ісуса, описаній в Євангелії від Матвія, поряд із Тамар, Рахавою, Ветсавією та Дівою Марією.

#### Есфір
Есфір описується в Книзі Естер як єврейська за походженням цариця перського царя Агасфера. В оповіданні Агасфер шукає нову дружину після того, як його цариця Вашті відмовляється підкорятися йому, і Естер обрана за її красу. Головний радник царя Хаман ображається на кузена і опікуна Естер Мардехая і отримує дозвіл від короля вбивати всіх євреїв у царстві. Естер протидіє цьому плану і отримує дозвіл від царя для євреїв оборонятися і вбивати своїх ворогів, і вони роблять це. Її історія є традиційною основою для єврейського свята Пурим, який відзначається в дату, вказану в оповіданні, коли наказ Хамана мав набути чинності, і в той самий день, коли євреї вбивають своїх ворогів після нового плану.

## Новий Завіт
Новий Завіт — друга частина християнської Біблії. Він розповідає про вчення та особу Ісуса та події в християнстві першого століття. Він складається з чотирьох Євангелій про життя, вчення, смерть та воскресіння Ісуса. Він включає запис апостольських служінь у ранній церкві, який називається Діями апостолів; двадцять один лист-«послання», написаний різними авторами конкретним групам з конкретними потребами, що стосуються християнського вчення, поради, повчання та вирішення конфліктів; і одна Апокаліптична книга — Книга Одкровення, яка є книгою пророцтв і містить деякі вказівки до семи місцевих церков Малої Азії, але здебільшого пророчу символіку про кінцеві часи.

### Новозавітні погляди на стать
Новий Завіт називає багатьох жінок серед послідовників Ісуса та на керівних посадах ранньої церкви. Дослідниця Нового Завіту Лінда Бельвілл каже, що «практично кожну керівну роль, при якій названо чоловіка, також називають і жінку. Насправді в Новому Завіті є багато жінок-лідерок, ніж чоловіків. Фива — сестра і служителька (Рим. 16:11-2). Марія, мати Іоана Марка, Лідія та Німфа — наглядачки будинкових церков (Дії 12:12; Дії 16:15; [[|Кол.4:15]] {{{2}}}). Євдодія і Синтиха є одними з „сестер і дияконів“ у Філіппі (Фил. 1:1; пор. Фил. 4:2-3). Єдина роль, якій бракує конкретних жіночих імен — це роль „старійшин“, але там також бракує чоловічих імен». :54,112
Дослідник Нового Завіту Крейг Бломберг та інші доповнювачі стверджують, що є три основні тексти, які мають вирішальне значення для традиційного погляду на жінки та жіночі ролі: "1 Коринтян 14: 34-35, де жінкам наказано мовчати в церкві; 1Тимофію 2 : 11-15, коли жінкам (згідно з ТНІВ) заборонено навчати або мати владу над чоловіком; та 1 Коринтян 11: 2-16, коли чоловічі та жіночі стосунки визначаються з точки зору кефалі, що зазвичай перекладається голова. « :97

#### Взаємодія Ісуса з жінками

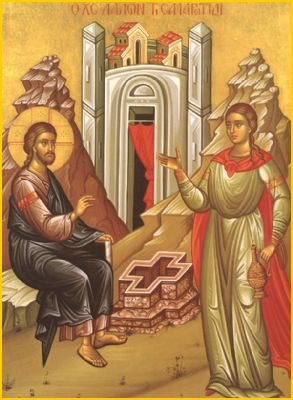
Самарянка, зустрічає Ісуса біля криниці. Православна ікона

Новий Завіт стосується декількох жінок із внутрішнього кола Ісуса. Ісус часто публічно спілкувався з жінками. Учні були здивовані, побачивши Ісуса, що розмовляв із самарянкою біля криниці Сихара (Ів. 4:7-26). Він вільно розмовляв з жінкою, звинуваченою в перелюбі (Ів. 8:10–11), із вдовою Наїна (Лк. 7:12–13), жінкою із кровотечею (Лк. 8:48; пор. Мт. 9:22; Мр. 5:34) і жінкою, яка покликала його з натовпу (Лк. 11:27–28). Так само Ісус звернувся до жінки, скорченої недугою протягом 18 років (Лк. 13:12) та групи жінок, що рухалися до хреста (Лк. 23:27-31). Ісус говорив вдумливо, турботливо. Кожен євангелист-синоптик записує Ісуса, який ніжно звертається до жінки із кровотечею як дочки, і він називає зігнуту жінку „дочкою Авраама“ (Лк. 13:16). Богослов Дональд Г. Бльош вважає, що „Ісус називав єврейських жінок дочками Авраама“ (Лк. 13:16), тим самим вважаючи їх духовний статус рівним статусу чоловіків». :28
Ісус вважав жінок особисто відповідальними за власну поведінку, як це видно в його поводженні з жінкою біля криниці (Ів. 4:16–18), жінкою, звинуваченою в перелюбі (Ів. 8:10–11), і грішною жінкою, яка помазала його ноги (Лк. 7:44–50 та три інші євангелії). Ісус вирішив, що кожен має особисту свободу і достатньо самовизначення, щоб мати справу з власним каяттям і прощенням. Є кілька євангельських розповідей про Ісуса, що передають важливе вчення про жінок: його публічне захоплення бідною вдовою, яка пожертвувала дві мідні монети в храм в Єрусалимі, його дружбу з Марією з Віфанії та Мартою, сестрами Лазара та присутність Марії Магдалини, його матері й інших жінок, коли він був розп'ятий. Науковець Нового Завіту Бен Уїтрінгтон III каже: «Ісус порушив як біблійні, так і раввинські традиції, які обмежували ролі жінок у релігійних практиках, і він відкинув спроби знецінити жінку або її слова свідчення». :127

#### Жінки в ранній церкві
Соціологиня Лінда Л. Ліндсі говорить: «Віра в духовну рівність статей (Гал. 3:28) та включення Ісусом жінок до відомих ролей призвели до того, що рання церква визнала внесок жінок у благодійність, євангелізацію та навчання». :131 Пліній Молодший (перше століття) у своєму листі до імператора Траяна говорить, що в християнстві були люди різного віку та чину, і посилається на «двох рабинь, яких називають дияконами». Професорка релігії Маргарет Ю. Макдональд використовує «суспільно-наукову концепцію влади», яка розрізняє владу і владу, щоб показати ранньохристиянських жінок, хоча не маючи явного авторитету все ще зберігала достатню непряму силу і вплив, щоб відігравати значну роль у заснуванні християнства. На думку Макдональда, значна частина голосистої язичницької критики ранньої церкви є свідченням цієї «жіночої ініціативи», яка сприяла тому, що римське суспільство бачило християнство як загрозу. :127 Звинувачення, що християнство підірвало римську сім'ю та авторитет чоловіків у домі, використовувались для того, щоб розпалити опозицію до християнства та негативно впливати на громадську думку. :126 :126
Деякі тексти Нового Завіту (1 Петр. 2:12; 1 Петр. 3:15-16; [[|1 Тим.3:6-7]] {{{2}}}; [[|1 Тим.5:14]] {{{2}}}) чітко обговорюють ранньохристиянські громади, обтяжені наклепом, оскільки римське суспільство сприймає християнство як загрозу. Християн звинувачували в інцесті, оскільки вони говорили один про одного як про брата і сестру і любили одне одного. Їх звинувачували у канібалізмі через вечерю Господа, а також їх звинувачували у підриві сім'ї та суспільства. Така негативна громадська думка зіграла свою роль у переслідуванні християн у Римській імперії. :127 Макдональд каже, що деякі тексти Нового завіту, що підтверджують традиційні ролі стосовно поведінки жінок, були написані у відповідь на ці небезпечні обставини.

### Жінки в Новому Завіті

#### Марія, мати Ісуса

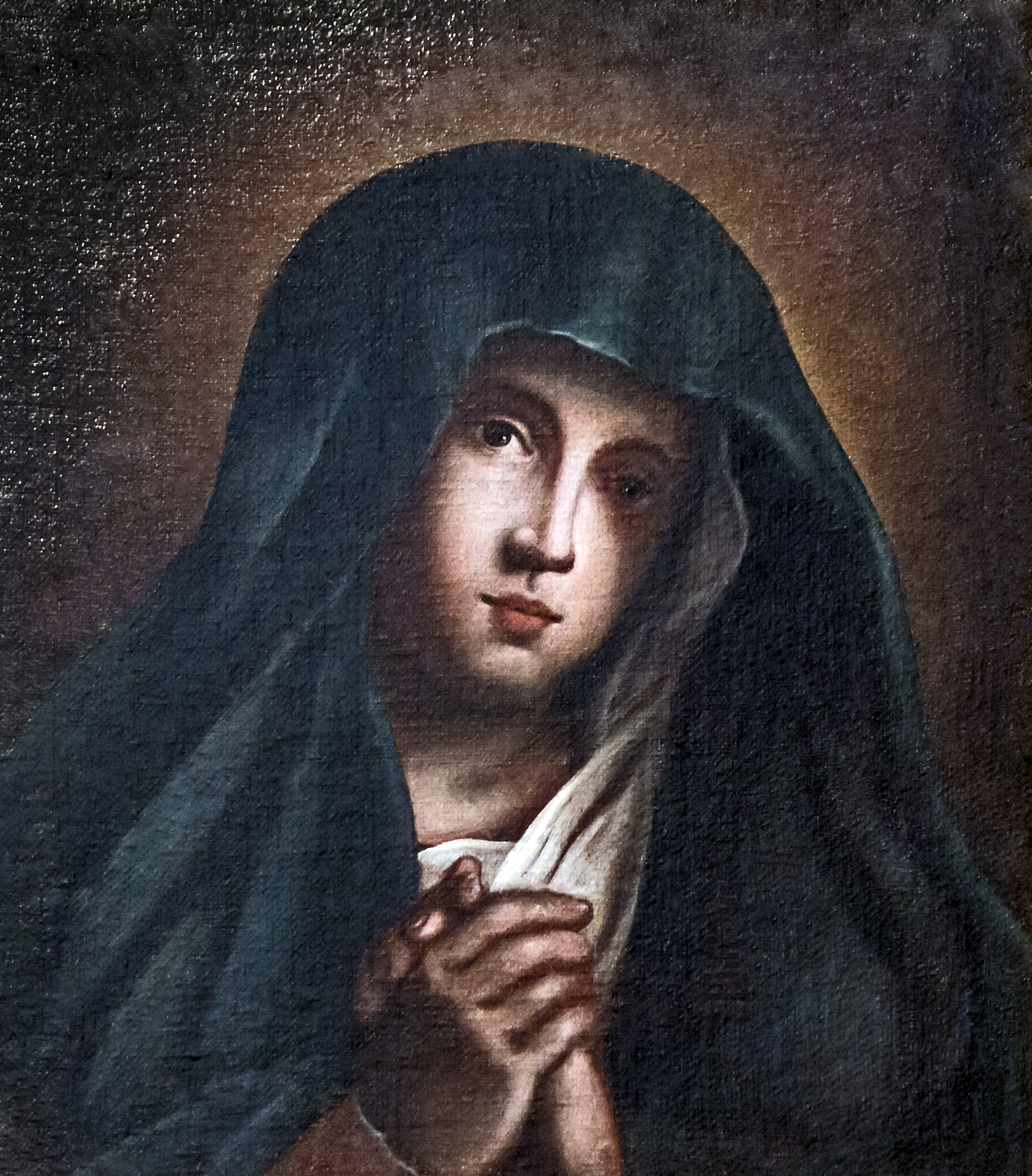
Фрарі (Венеція) — священство — Іл Сассоферрато — Марія в молитві

Поза дитячих розповідей Марія згадується рідко після початку Ісусового громадського служіння. Євангелії кажуть, що Марія — це та, з якої народився Ісус" (Мт. 1:16), і що їй було «надано перевагу»(Лк. 1:28). Деякі вчені вважають, що дитячі розповіді були інтерполяцією ранньої церкви. Барт Ерман пояснює, що Ісуса ніколи не згадують по імені в Талмуді, але є тонка атака на народження діви, яка посилається на позашлюбного сина римського солдата на ім'я «Пантера». (Ерман каже: "Грецькою мовою слово для діви є партенос "). :67–69
Марія не представлена в Євангеліях таким чином, щоб вона здавалася примітною або заслуговувала особливої честі. Вона молода, проживає в мізерному містечку, далеко від центрів влади, без особливого соціального становища чи статусу, але вона є найвищою з усіх статусів, демонструючи найвище навернення. :14 Коли вона отримує благовість про народження Ісуса, вона запитує «Як це може бути?» Тоді «… хай буде» (Лк. 1:38).
У Євангелії від Луки Марія двічі відвідує Єлизавету, її двоюрідну сестру, і Єлизавета називає її блаженною (Лк. 1:42,45). Сама Марія заявляє, що всі майбутні покоління будуть називати її благословенною (Лк. 1:48). Марія «розмірковує над попередженням Симеона про те, що» меч пронизує її душу "в Луки 2: 34,35. Її турбує Ісус, який залишається позаду в храмі в Єрусалимі у 12 років, і за його думкою, його батьки мали знати де він знаходиться (Лк. 2:49). Марія «розмірковує над усім цим у серці». :16,17
У всіх трьох синоптичних Євангеліях Марко, Матвій та Лука, Марія та брати Ісуса відштовхнуті Ісусом. У версії євангелиста Матея написано так: «Каже один до нього: „Он твоя мати і твої брати стоять надворі, бажаючи говорити з тобою.“ Тоді він відповів тому, що говорив до нього: „Хто моя мати і хто брати мої?“ Вказавши ж рукою на своїх учнів, мовив: „Ось моя мати і брати мої! Бо хто чинить волю мого Отця, що на небі, той мій брат, сестра і мати.“». У Луки відречення ще сильніше, там Ісус каже, що його учні повинні ненавидіти своїх матерів. «Коли хтось приходить до мене й не зненавидить свого батька й матір, жінку, дітей, братів, сестер, та ще й своє життя, той не може бути моїм учнем.».
Євангеліє від Івана ніколи не ототожнює її по імені, а натомість посилається на «матір Ісуса». Марія з'являється два рази в Іоана, один раз на початку Євангелія та один раз біля його кінця. Перший — це весільний бенкет у Кані де не вистачає вина. Марія каже Ісусу, а його відповідь — «Жінко, що я маю з тобою? Моя година ще не настала». Незважаючи на це, Марія каже слугам: «Робіть все, що він скаже». Ісус замовляє 6 кам'яних жбанів, наповнених водою, а потім наказує, щоб її віднесли до управителя, який описує їх як «найкраще» вино.
Мати Ісуса знову з'являється в євангелиста Іоана (Ів. 19:25–27) під час розп'яття, де Ісус говорить про наступні роки догляду за своєю матір'ю (Ів. 19:25–27). :48,49 Марія не говорить ні слова, і оповідач не описує її. :49

#### Юнія
Павло написав у посланні до Римлян 16:7 «Вітайте Андроніка та Юнію, родичів моїх і співв'язнів, що є визначні між апостолами, які випередили мене в Христі». Перекладач Біблії Хайк Ованеннісян каже, що Юнія була жінкою, і існує консенсус, який підтримує цю точку зору. :297 :241,242 Він каже, що "Деякі вчені стверджують, що Юнія справді була людиною на ім'я Юнія… Будь це ім'я чоловічим чи жіночим, залежить від того, як слово було наголошено грецькою мовою…. книжники писали Юнію як жіноче ім'я. Експертиза давньогрецької та латинської літератури підтверджує, що чоловіче ім'я Юнія ніде не засвідчене, тоді як жіноче ім'я Юнія… зустрічається понад 250 разів… " Дослідник Нового Завіту Крейг С. Кінер говорить, що рання церква розуміла Андроніка і Юнію як апостольську команду чоловіка і дружини. :242

#### Присцила
У посланні до Римлян 16:3-5 апостол Павло згадує подружню пару Присцилу та Аквіллу як своїх «колег по роботі», кажучи, що вони ризикували своїм життям за нього. Павло працював і, здавалося б, прожив з ними чималий час, і вони пішли за ним до Ефесу, перш ніж він вирушив у свою наступну місіонерську подорож. У Діяннях апостолів 18:25,26 Лука каже, що Аполос, «учений чоловік», прийшов до Ефесу і почав говорити в синагозі. Коли Присцилла і Акілла почули його, вони взяли його з собою і «точніше пояснили Божий шлях». Гайк Ованеннісян каже, що «або Присцила не знала [вчення Павла про те, що жінка не повинна навчати чоловіка], що практично неможливо; або вона про це знала і вирішила збунтуватися — або вчення не існувало». :275

#### Марія з Віфанії
У євангелії від Луки 10:39 автор каже, що Марія сиділа «біля ніг Ісуса». Автор «вибирає термінологію, пов'язану з навчанням у рабинів (порівняйте Дії апостолів 22:3), припускаючи, що Марія стала учнем Ісуса». :75

#### Марія Магдалина

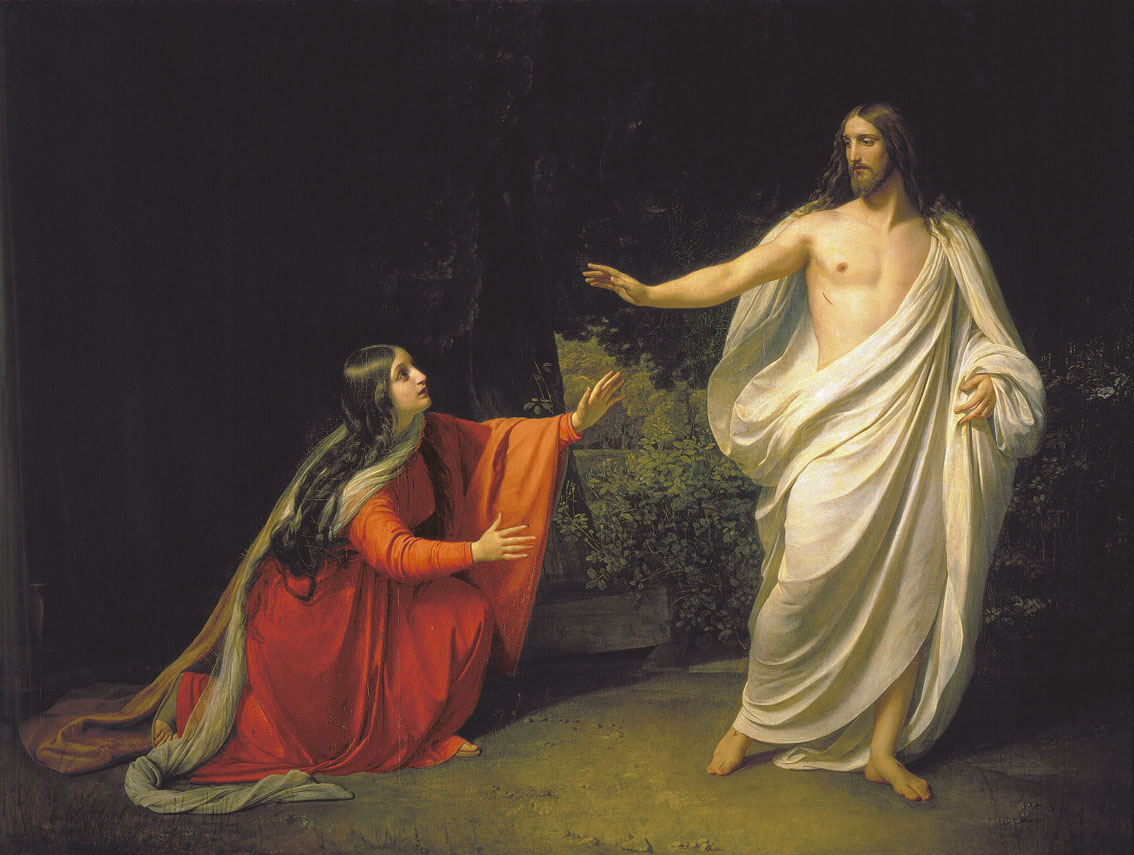
Поява Ісуса Христа до Марії Магдалини (1835) Олександра Андрійовича Іванова.

Науковець Нового Завіту Мері Енн Гетті-Салліван каже, що Марію Магдалину, або Марію з міста Магдали, іноді «помилково ідентифікують як грішницю, яка обмивала ноги Ісуса згідно опису євангелія від Луки 7:36-50. Іноді її також плутають з Марією з Віфанії, сестрою Марти та Лазара (Ів. 12:1-8)», і іноді вважається жінкою, спійманою в перелюбі (Ів. 7:53-8:11), хоча в тексті немає нічого, що б це вказувало. Лука кваліфікує її як «ту, яка була зцілена», але інакше про неї мало що відомо. Немає нічого, що прямо вказує на те, що Марія Магдалина була колишньою повією, і деякі вчені вважають, що вона була багатою жінкою, які матеріально підтримували Ісуса та його служіння. :183–187
У Ів. 20:1-13, Марія Магдалина сама бачить воскреслого Ісуса, і він каже їй: «Не стримуй мене, не зійшов бо я ще до Отця мого, але йди до моїх братів і повідай їм: Іду я до Отця мого й Отця вашого, до Бога мого й Бога вашого.». :464 :228 Науковець з Нового Завіту Бен Уїтрінгтон ІІІ каже, що Іван — єдиний євангеліст, який «зацікавлений» зображати жінок в історії Ісуса, але "Пасха єдиний захід, про який розповідали всі чотири євангелісти, і це стосується візиту жінок до гробу Ісуса. " :161 Марія Магдалина та інші жінки йдуть помазати тіло Ісуса біля гробу, але знаходять тіло зниклим. Марія Магдалина невтішна, але вона обертається і Ісус говорить з нею. Він називає її по імені, і вона впізнає його. :173,178 Вітерґінгтон додає: "Існують певні паралелі між історією появи Марії та Івана 20: 24-31 (коли Ісус з'являється до Фоми) [проте] Марії дано апостольське завдання (йти розповідати людям), а Тома — ні…. Немає сумнівів, що Четвертий євангеліст бажає зобразити Марію Магдалину як важливу, і можливо, однаково важливу для Ісусової громади молодшого віку, як і сама Марія Марія. " :179, 181
Римський письменник Цельс у праці «Про справжнє вчення», написаній близько 175 р., і яка є найбільш ранньою відомою всеосяжною критикою християнства відомий виключно в цитатах з нього в «Contra Celsum» — спростуванні доктрин Цельса, написаному в 248 р. Орігеном Олександрійським. Маргарет Макдональд каже, що вивчення християнського Писання Цельса змусило його зосередити увагу на Марії Магдалині як свідку воскресіння, як на когось хто обманув «чаклунство», яким Ісус творив чудеса, і як на когось, хто потім стає одним із головних Ісусових дослідників. Макдональд пояснює, що "У праці Цельса роль Марії Магдалини в історії про воскресіння принижує її достовірність… Від початку до кінця [Цельс каже] історію життя Ісуса формували «вигадливі уяви» жінок, тим самим надаючи неправдиві свідоцтву противникам важливості жінок у ранній церкві та самої Марії Магдалини :104
Макдональд розглядає цей негативний погляд на Марію як відображення виклику, що має місце в церкві другого століття. Це було викликом ролі Марії як жінки-учениці та керівних ролей для жінок загалом. «Виклик позиції Марії був оцінений як ознака напруженості між наявним фактом жіночого лідерства в християнських громадах та традиційними греко-римськими поглядами на ролі статі». :105 Макдональд додає, що «Кілька апокрифних та гностичних текстів свідчать про таку суперечку». :105

#### Геродіада та її дочка

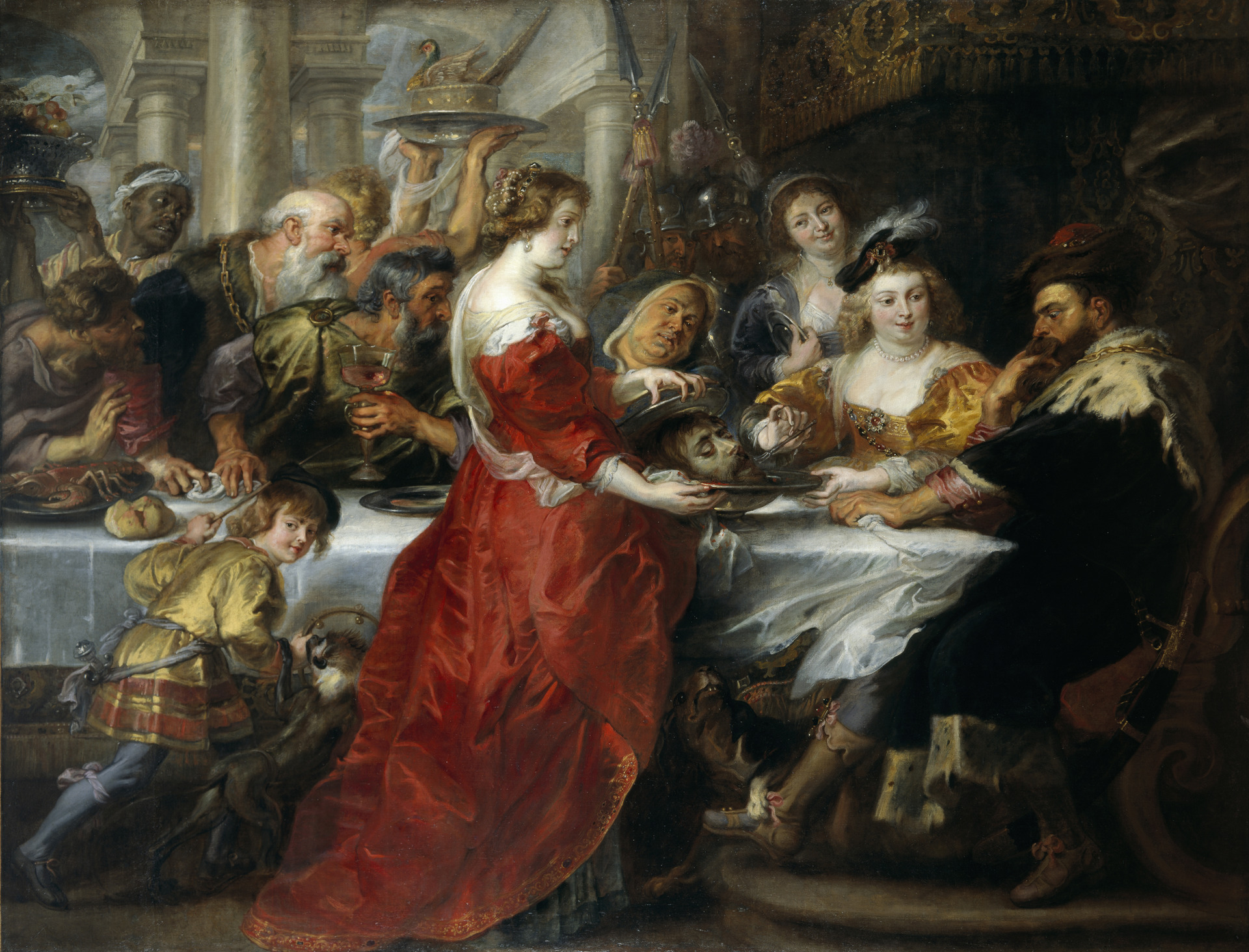
Свято Ірода Петра Пола Рубенса. 17 століття

У Євангеліях від Матвія та Марка ці жінки причетні до страти Івана Хрестителя. Іродіада хотіла, щоб Іван був мертвим, бо він назвав її другий шлюб незаконним, але її чоловік цар Ірод цьому завадив. У день народження Ірода дочка Іродіади танцювала перед ним, і він був такий задоволений, що склав присягу перед свідками, що він дасть їй те, що вона хоче. Мати доручила їй попросити на тарілку голову Івана Хрестителя і Ірод сумно погодився. Ув'язненого Івана обезголовили, голову віддали дочці, і вона віддала її матері.
Дочка Іродіада в Євангеліях безіменна, але за  межами Біблії її називають Саломією.

#### Сапфіра

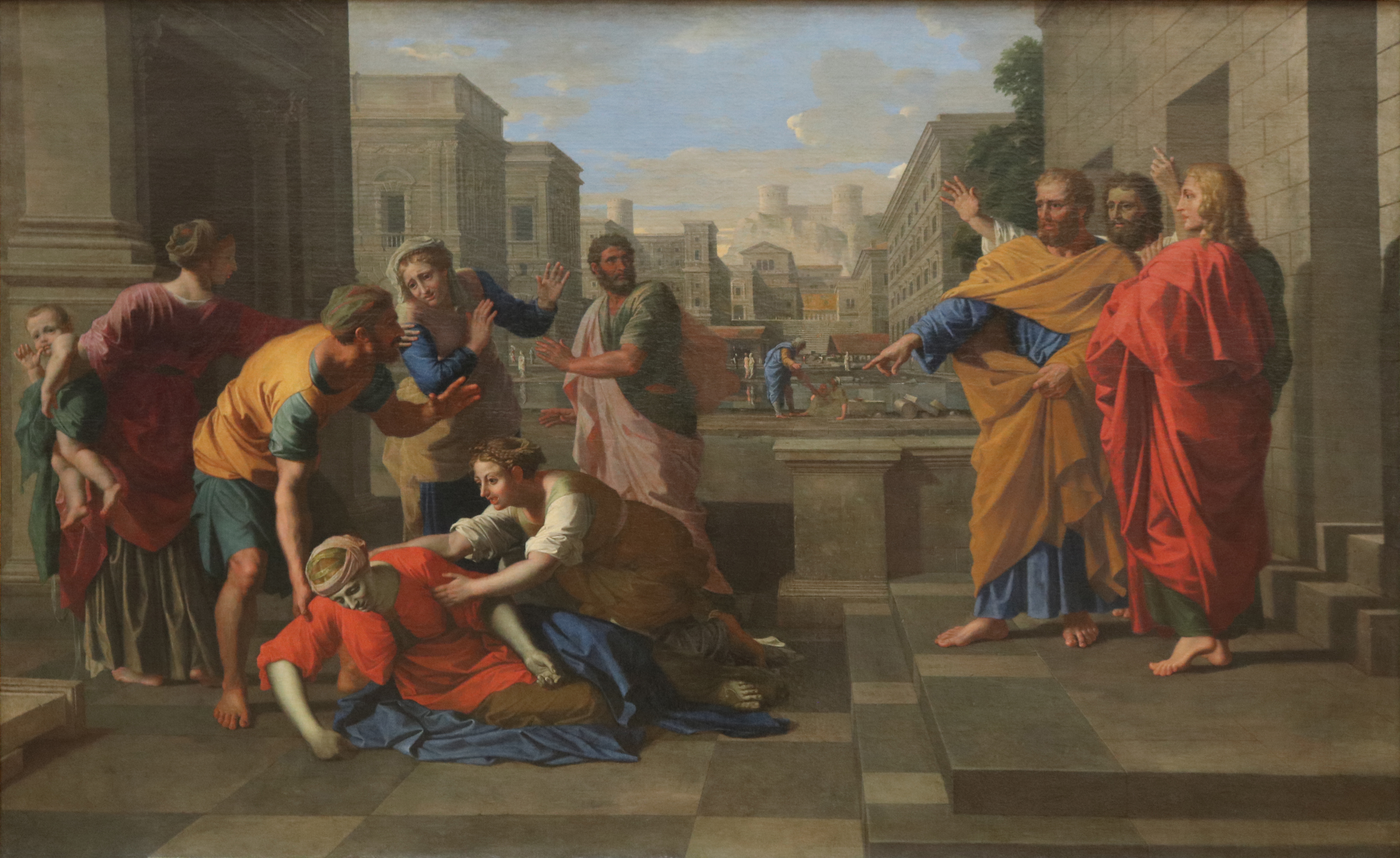
Ніколя Пуссен, Смерть Сапфіри

Ананія та його дружина Сапфіра були, згідно з Діями Апостолів, глави 5, членами ранньої церкви в Єрусалимі. У творі зафіксовано їхню раптову смерть після брехні про гроші.
Діяння апостолів, глава 4:32 закінчується, заявляючи що перші послідовники Ісуса  вважали свої володіння  спільними, щоб використовувати все що вони мали разом. Як було сказано на початку Діяннь апостолів  у главі 5 Ананія та Сапфіра продали свою землю, але таємно утримали частину виручки. Ананія вручив свою пожертву Петру. Петро відповів: «Чому Сатана так наповнив ваше серце, що ви збрехали Святому Духу?» Петро вказував, що Ананія контролює гроші і може здавати або зберігати їх, як вважає за потрібне, але заховав частину. Петро заявив, що Ананія брехав не людям, а Богу. Ананія загинув на місці і був похований. Через три години після смерті Ананія прийшла його дружина Сапфіра, не знаючи, що сталося. Петро запитав у неї ціну землі, яку вона та Ананія продали, а Сапфіра заявила ту саму неправдиву ціну, яку назвав і Ананія. Вона також впала мертвою.
Богослов Джеймс Данн характеризує цю історію як «один з найбільш неспокійних епізодів у всьому Новому Завіті».

### Послання Павлата жінки
Павло апостол був першим письменником, який дав церковні настанови про роль жінки в церкві. Деякі з них зараз є предметом дискусій. Є також аргументи, що деякі твори, приписувані Павлу, є псевдоепіграфічними постпауліанськими інтерполяціями. Деякі науковці погоджуються, що певні тексти, приписувані Павлові та його посланням, надавали велику підтримку погляду на роль жінки як підлеглої. :22–34 Інші заявляють, що культура перекладу наклала певний відбиток на його тексти, які Павло насправді не підтримував. :80–97

#### 1-е до коринтян14: 34-35
Ці вірші читаються в перекладі Івана Огієнко: «Нехай у Церкві мовчать жінки ваші! Бо їм говорити не позволено, — тільки кори́тись, як каже й Зако́н. Коли ж вони хочуть навчитись чогось, нехай вдома питають своїх чоловіків, — непристойно бо жінці говорити в Церкві!».

#### 1 Тимофію2: 11-15
Ці вірші читаються в перекладі Івана Огієнко: «Нехай жінка навчається мо́вчки в повній покорі. А жінці навчати я не дозволяю, ані панувати над мужем, але бути в мовча́нні. Ада́м бо був створений перше, а Єва потому. І Ада́м не був зве́дений, але, зведена бувши, жінка попала в пере́ступ. Та спасеться вона діторо́дженням, якщо пробува́тиме в вірі й любові, та в посвяті з розвагою».

#### 1 Тимофію5: 3-16
В перекладі Івана Огієнко зазначається: «Шануй вді́в, уді́в правдивих. А як має вдови́ця яка дітей чи внучат, нехай у́чаться перше побожно шанувати роди́ну свою, і віддячуватися батькам, бо це Богові вгодно. А вдови́ця правдива й само́тня надію складає на Бога, та перебуває день і ніч у молитвах і блага́ннях. А котра́ у розко́шах живе, — та живою померла. І це наказуй, щоб були́ непорочні. Коли ж хто про своїх, особливо ж про дома́шніх не дбає, той вирікся віри, і він гірший від невірного. А вдову вно́сити до спи́ску не менше, як шістдесятлітню, що була́ за дружи́ну одно́му чоловікові, засвідчену в добрих ділах, якщо дітей ви́ховала, якщо подорожніх приймала, якщо но́ги святим умивала, якщо помагала обездо́леним, якщо всякий добрий учинок виконувала. Але вдів молодих не приймай, бо вони, розпали́вшися, хо́чуть, наперекі́р Христові, заміж вихо́дити, через що мають о́суд, бо від першої віри відкинулись. А ра́зом із тим неробі́тні вони, бо вчаться ходити по домах, і не тільки неробітні, але й лепетли́ві, і занадто цікаві, і гово́рять, чого не годи́ться. Отож бо, я хочу, щоб молодші заміж вихо́дили, родили дітей, домом ря́дили, не давали противникові ані жодного по́воду для лихомовства. Бо вже дехто пішли слідом за сатаною. А коли має вдів який вірний, нехай їх утримує, а Церква нехай не обтяжується, щоб могла вона втримувати вдів правдивих».

#### 1 Кор.11: 2-16
В перекладі Івана Огієнко ці вірші читаються так: «Похваляю ж вас, браття, що ви все моє пам'ятаєте, і захо́вуєте так переда́ння, як я вам передав. Хо́чу ж я, щоб ви знали, що всякому чоловікові голова — Христос, а жінці голова — чоловік, голова ж Христові — Бог. Кожен чоловік, що молиться чи пророкує з головою покритою, — осоромлює він свою го́лову. І кожна жінка, що молиться чи пророкує з головою відкритою, осоромлює тим свою го́лову, бо це є те саме, як була́ б вона виголена. Бо коли жінка не покривається, хай стрижеться вона; коли ж жінці сором стри́гтися чи голитися, нехай покривається! Отож, чоловік покривати голови не повинен, бо він образ і слава Бога, а жінка — чоловікові слава. Бо чоловік не походить від жінки, але жінка від чоловіка, не ство́рений бо чоловік ради жінки, але жінка ради чоловіка. Тому жінка повина мати на голові знака вла́ди над нею, ради анголів. Одначе в Господі ані чоловік без жінки, ані жінка без чоловіка. Бо як жінка від чоловіка, так і чоловік через жінку; а все — від Бога. Поміркуйте самі між собою, чи присто́йне воно, щоб жінка молилася Богові непокрита? Чи ж природа сама вас не вчить, що коли чоловік запускає воло́сся, то безчестя для нього? Коли ж жінка ко́су запускає, — це слава для неї, бо замість покрива́ла да́на коса́ їй. Коли ж хто сперечатися хоче, — ми такого звича́ю не маємо, ані Церкви́ Божі».

### Перше послання апостола Петрапро жінок
У розділі 3 першого листа від Петра дружин закликають підкорятися своїм чоловікам, «щоб вони були приєднані без слова». «Так само дружи́ни, — корі́ться своїм чоловікам, щоб і деякі, хто не ко́риться слову, були приєднані без слова пово́дженням дружи́н, як побачать ваше пово́дження чисте в страху́».

### Сучасні погляди
Сучасного консенсусу щодо новозавітного погляду на жінок немає. Психолог Джеймс Р. Бек вказує, що « християни євангелії ще не врегулювали екзегетичні та теологічні питання». :343 Ліберальне християнство, представлене розвитком історичної критики, також не було об'єднане в погляді на жінок: суфрагістка Елізабет Кейді Стентон розповідає про комітет, який утворив Біблію жінки у 1895 році. Двадцять шість жінок придбали дві Біблії і перебрали їх, вирізавши кожен текст, що стосувався жінок, вставили їх у книгу та написали коментарі під ними. Їх метою було оскаржити ліберальну теологію того часу, яка підтримувала ортодоксальну позицію про те, що жінка повинна бути підпорядкованою чоловікові. Книга викликала велику кількість суперечок та антагонізмів. Сучасне християнство досі поділяється між тими, хто підтримує рівність всіх типів жінок у церкві, тими, хто підтримує духовну рівність з розподілом ролей, і тими, хто підтримує більш сучасний еквівалент патріархату. :3–5

## У мистецтві та культурі

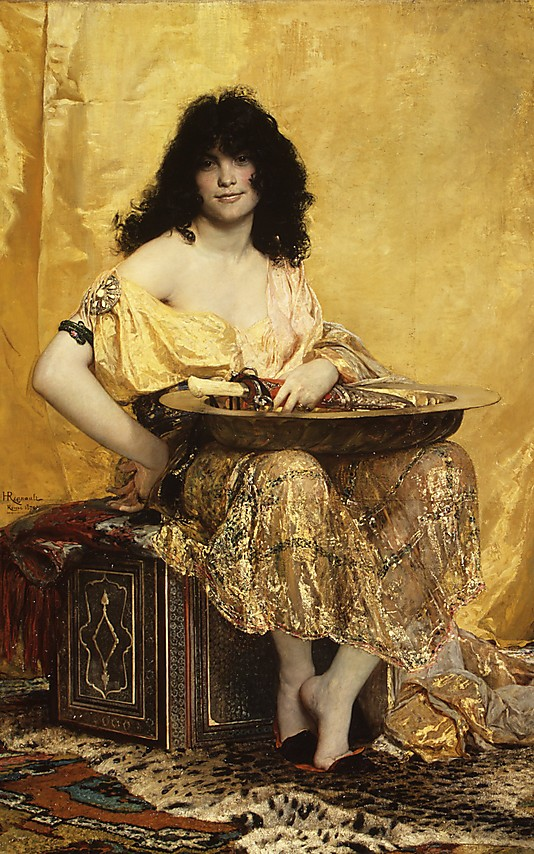
Саломе, Анрі Рено (1870).

Є сотні прикладів жінок з Біблії як персонажів живопису, скульптури, опери та кіно. Історично мистецькі виклади, як правило, відображають мінливі погляди на жінок зсередини суспільства більше, ніж біблійний виклад, який згадує про них.
Єва — загальна тема. Історик мистецтва Маті Мейєр говорить, що погляди суспільства на жінки дотримуються в різних баченнях Єви в мистецтві протягом століть. Мейєр пояснює: «Книга Буття розділи 2–3 розповідають про створення людини та походження зла та смерті; Єва, спокусниця, яка не дотримується Божої заповіді, є, мабуть, найбільш широко обговорюваною та зображуваною фігурою в мистецтві». За словами Маті Мейєра, Єва історично зображується в сприятливому світлі через раннє середньовіччя (800 р. Н. Е.), Але в пізньому середньовіччі (1400-ті роки) художня інтерпретація Єви стає сильно мізогіністичною. Мейєр бачить на цю зміну впливом творів богослова 4 століття Аврелія Августина, «який бачить сексуальність Єви як руйнівну для чоловічої раціональності». У XVII столітті виникає тема гріхопадіння людини як боротьби між чоловіком і жінкою, а у вісімнадцятому столітті на сприйняття Єви впливає Джон Мільтонса Утрачений рай де підкреслюється вільна воля Адама разом із красою Єви. Після цього виникає світський погляд на Єву, «завдяки її перетворенню у фатальну жінку — сполуку краси, спокусливості та незалежності, що знищують людину».
Сміливі та переможні жінки, такі як Яїл, Естер та девтероканонічна Юдит, були популярними «моральними» фігурами в середні століття. Епоха Відродження, яка віддала перевагу чуттєвій жіночій чутливості тривала до вісімнадцятого століття, і «фатальна жінка», така як Деліла, починаючи з дев'ятнадцятого століття і далі, демонструють, як Біблія та мистецтво формують і відображають погляди жінок.
Історія про біблійну царицю Аталію стала натхненником для однієї з найбільших трагедій французького драматурга Жана Расіна, Аталія.
Опера «Саломея» Річарда Штрауса була дуже суперечливою, коли її вперше поставили через поєднання біблійної теми, еротики та вбивства. Розповідь про її танець перед Іродом з головою Івана Хрестителя на срібній тарілці змусила середньовічних християнських художників зобразити її як уособлення звабливої жінки, спокусниці, яка заманює чоловіків від порятунку. Опера Штрауса заснована на п'єсі Оскара Уайльда «Саломея», яка зображує її в ролі фатальної жінки. Ця біблійна історія вже давно є улюбленицею художників. Помітними образами Саломеї є твори Масоліно да Панікакале, Філіппо Ліппі, Беноццо Гоццолі, послідовники Леонардо да Вінчі Андреа Соларіо та Бернардіно Луїні, Лукас Кранах Старший, Тіціан, Караваджо, Гвідо Рені, Фабріцій, Анрі Рено, Жорж Рошгросс, Ловіс Коррін, Лостас Моро та Федеріко Бельтран-Масс.
Інші приклади жінок Біблії в операх включають розповідь про Самсона і Далілу Каміля Сен-Сана; це одна з п'єс, яка визначає французьку оперу. Рут — опера з лібретто англійською мовою, яку створив Леннокс Берклі, прем'єра якої відбулася в Лондоні в 1956 році.
Джордж Фрідріх Гендель склав серію драматичних ораторій англійською мовою на біблійні теми. Серед головних ролей для знатних жінок з Біблії є Естер  створена для приватного виступу в будинку дворян у 1718 році, переглянута на повну ораторію в 1732 році, Девора, вперше виконана в театрі короля в Лондоні 17 березня 1733 року, Аталія, вперше виконана 10 липня 1733 року в театрі Шелдоняна в Оксфорді, Самсон, прем'єрний спектакль у театрі Ковент Гарден у Лондоні 18 лютого 1743 р. та Їфтах прем'єра якої відбулася у Ковент Гарден 26 лютого 1752 року.

## Жіноча сексуальність у ранній церкві
Дослідник класики Кайл Харпер згадує історика Пітера Брауна як такого, що продемонстрував сексуальність (особливо жіночу сексуальність) лежала в основі ранньої сутички за місце християнства у світі. Погляди на сексуальність у ранній церкві були різноманітними та жорстко дискутувались у різних її громадах; ці доктринальні дебати проходили в межах ідей листів апостола Павлва та в контексті часто переслідуваної меншини, яка прагне визначити себе у навколишньому світі. У своїх листах Павло часто намагався знайти середину серед цих суперечок, яка би включала людей, які бачили Євангеліє як звільнення їх від усіх моральних кордонів, так і тих, хто займав дуже суворі моральні позиції. :1–14,84–86,88 Конфлікти з приводу сексуальності з культурою навколо християнства, як і всередині самого християнства, були жорстокими. Багато вчених вважають, що ці конфлікти вплинули на зміст Біблії в пізніших Посланнях Павла. :164 :1–11 Наприклад, в римській культурі вдови повинні були повторно одружитися протягом декількох років після смерті свого чоловіка, але християнські вдови не повинні були повторно одружуватися, і вони могли вільно вибрати, щоб залишитися самотніми і безшлюбними за підтримки церкви. :1–7 Як каже Гарпер, «Церква виробила радикальне поняття свободи особистості, зосереджене навколо лібертаріанської парадигми повного статевого життя». :4 Багато вдів і одиноких жінок вирішили не одружуватися, перебували в безшлюбності і заохочували інших жінок слідувати, але язичницька реакція на цю жіночу діяльність була негативною і часом насильницькою щодо християнства в цілому. :164 Маргарет Макдональд демонструє, що ці небезпечні обставини, ймовірно, були каталізаторами "зрушення в перспективі щодо незаміжніх жінок від [раннього] дня Павла до часу пастирських послань". :164
Сексуально-етичні структури римського суспільства будувались на статусі, а сексуальна скромність та сором означали щось інше для чоловіків, ніж для жінок, і для багатих народжених, ніж для бідних, і для вільних громадян, ніж для раба. :7 У Римській імперії сором був соціальним поняттям, яке завжди опосередковувалося статтю та статусом. Професор класики Ребекка Ланглендс пояснює: «Мало того, що дружина просто регулює свою сексуальну поведінку прийнятними способами; потрібно було, щоб її чеснота в цій галузі була помітною». :10,38 Молодший каже, що чоловіки, з іншого боку, були дозволені живими коханками під назвою палак. Римське суспільство не вірило, що раби мають внутрішнє етичне життя або будь-яке почуття сорому, оскільки вони не мають статусу, тому поняття сексуальної моралі не застосовуються до рабів. :84–86, 88 Ланглендс зазначає, що ця система цінностей дозволила римському суспільству знайти як контроль чоловіка над сексуальною поведінкою дружини в питаннях, що мають надзвичайно важливе значення, і в той же час бачити секс чоловіка з молодими хлопцями-рабами як мало хвилюючими. :12,20
Харпер каже: «Модель нормативної сексуальної поведінки, що склалася внаслідок реакції Павла на еротичну культуру, що його оточує… була виразною альтернативою суспільному устрою Римської імперії». :85 Для Пола, за словами Харпера, «тіло було освяченим простором, точкою посередництва між індивідуумом і божественним». :88–92 Зобов'язання щодо сексуального самоконтролю покладалося однаково на всіх людей у християнських громадах, чоловіків чи жінок, рабів чи вільних. У посланнях Павла ця porneia (єдине ім'я для низки сексуальних поведінок поза статевим зв'язком у шлюбі) стала центральною визначальною концепцією сексуальної моралі, і ухилення від неї  — ключова ознака вибору слідування за Ісусом. Сексуальну мораль можна показати, якщо взагалі відмовитися від сексу і практикують цнотливість, залишаючись незайманими або займатися сексом лише в шлюбі. :88–92 Гарпер вказує, що це було перетворенням глибокої логіки сексуальної моралі як особистої, а не соціальної, духовної, а не просто фізичної, і для всіх, а не лише для тих, хто має статус. :6,7